# 러시아의 크림반도 합병
2014년 2월과 3월, 러시아는 우크라이나 영토의 일부인 크림반도를 침공한 후 이를 합병했다. 이는 존엄의 혁명 직후 상대적인 권력 공백기에 발생했으며, 러시아-우크라이나 전쟁의 시작을 알렸다.
2014년 2월 22일 우크라이나 대통령 빅토르 야누코비치를 축출한 키이우의 사건들은 크림반도에서 친러시아 및 반분리주의 시위를 촉발했다. 동시에 러시아 대통령 블라디미르 푸틴은 안보 책임자들에게 "크림반도를 러시아로 돌려보내는" 작업을 시작하라고 지시했다. 2월 27일, 표식 없는 러시아 특수부대가 크림반도 전역의 전략적 거점을 장악했다. 러시아는 처음에는 개입을 부인했지만, 푸틴은 나중에 그들이 러시아군이었다고 인정했다. 무장 괴한들이 크림 의회를 점령하자, 의회는 크림 정부를 해산하고 친러시아 성향의 세르게이 악쇼노프 정부를 세웠으며, 크림반도 지위에 관한 국민투표를 발표했다. 국민투표는 러시아의 점령 하에 진행되었고, 러시아가 세운 당국에 따르면 압도적인 비율로 러시아 편입에 찬성했다. 다음 날인 2014년 3월 17일, 크림반도 당국은 독립을 선언하고 러시아에 편입을 요청했다. 러시아는 2014년 3월 18일 크림반도를 크림 공화국과 연방시 세바스토폴로 공식 편입했다. 합병 이후, 러시아는 크림반도를 군사화하고 외부 개입을 경고했다.
우크라이나와 많은 다른 나라들은 이 합병을 국제법과 우크라이나의 영토 보전을 보장하는 러시아의 협정을 위반한 것으로 규정하며 이를 비난했다. 이 합병으로 인해 G8의 다른 회원국들은 러시아를 그룹에서 제외하고 제재를 가했다. 유엔 총회 또한 이 국민투표와 합병을 거부하고, "국제적으로 인정된 국경 내의 우크라이나 영토 보전"을 재확인하는 결의안을 채택했으며, 러시아의 행동을 "임시 점령"이라고 언급했다.
러시아 정부는 "합병"이라는 명칭에 반대하며, 푸틴은 국민투표가 자결권 원칙을 준수했다고 주장한다.

## 배경

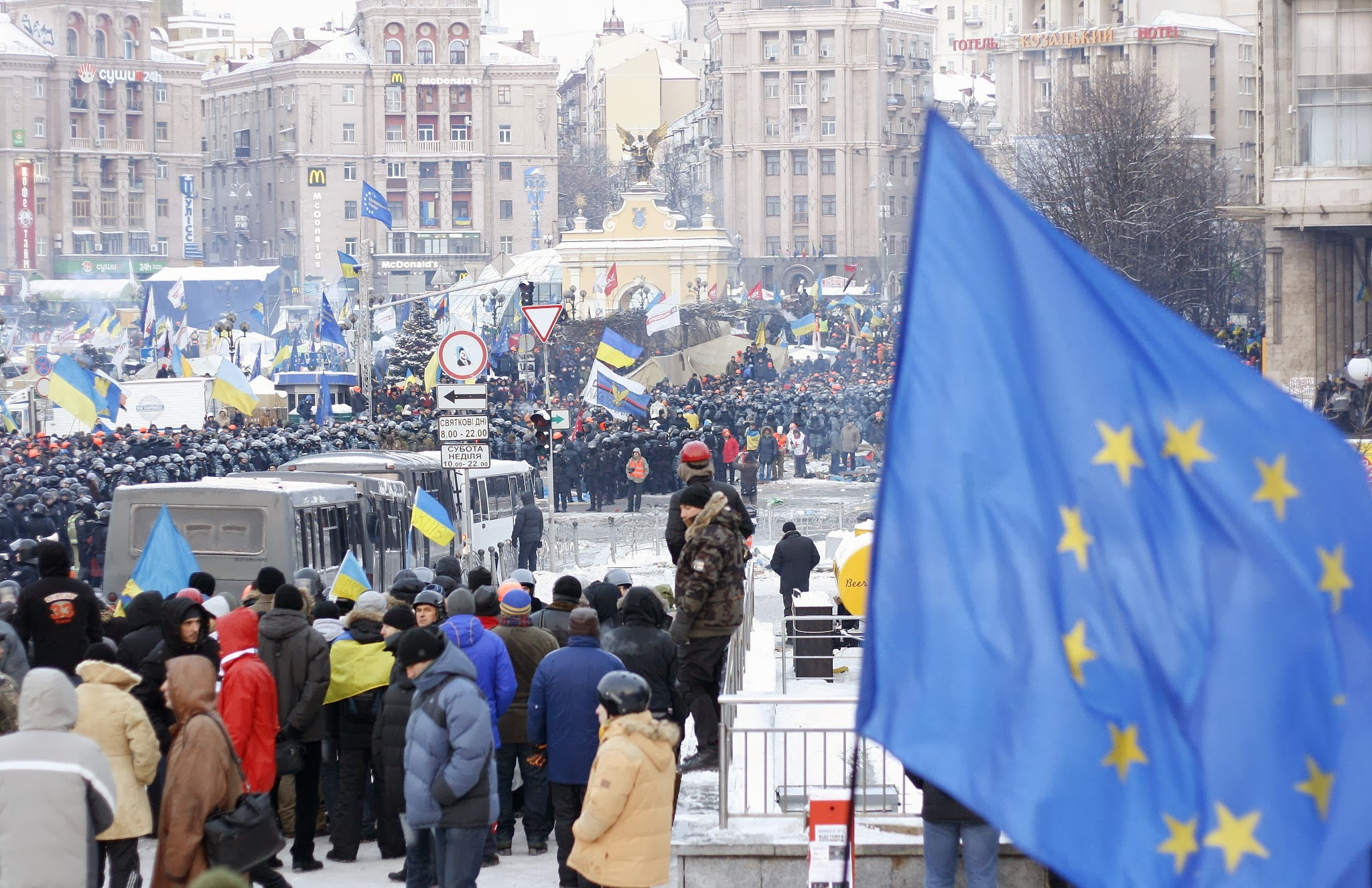
유로마이단 2013년 12월 11일 키이우

크림반도는 1441년부터 크림 칸국의 일부였으며, 1783년 예카테리나 2세의 칙령에 의해 러시아 제국에 합병되었다.
10월 혁명으로 러시아 제국이 멸망하고 러시아 내전 초기에 일련의 단명한 독립 정부들(크림 인민공화국, 크림 지방정부, 크림 소비에트 사회주의 공화국)이 들어섰다. 이어서 백러시아 정부(남러시아군 총사령부 및 이후 남러시아 정부)가 뒤를 이었다.
1921년 10월, 볼셰비키 러시아 소비에트 연방 사회주의 공화국이 반도를 통제하고 크림 자치 소비에트 사회주의 공화국을 러시아 연방의 일원으로 설립했다. 이듬해 크림반도는 러시아의 일부로서 소련에 편입되었다.
제2차 세계 대전과 1944년 소련 정부에 의한 크림 타타르인 강제이주 이후, 크림 자치 소비에트 사회주의 공화국은 1946년 자치권을 박탈당하고 러시아 소비에트 연방 사회주의 공화국의 주로 격하되었다. 1954년, 크림주는 소련 최고 소비에트 상임위원회의 칙령에 의해 러시아 소비에트 연방 사회주의 공화국에서 우크라이나 소비에트 사회주의 공화국으로  이양되었으며, 이는 우크라이나와 러시아의 통합 300주년을 기념하기 위함이었다. 1989년, 미하일 고르바초프의 페레스트로이카 하에서, 최고 소비에트가 이오시프 스탈린의 크림 타타르인 강제 이주가 불법이었다고 선언했으며 대부분 이슬람교를 믿는 소수 민족이 크림반도로 돌아올 수 있게 허용되었다.
1990년, 크림주 소비에트는 크림 자치 소비에트 사회주의 공화국의 복원을 제안했다. 이 주에서는 1991년 국민투표를 실시하여 크림반도가 새로운 연합 조약의 서명국으로 승격되어야 하는지(독자적인 연방 공화국이 되어야 하는지)를 물었다. 하지만 그 당시 소련의 붕괴는 이미 진행 중이었다. 크림 자치 소비에트 사회주의 공화국은 우크라이나 독립이 회복되기 전에 우크라이나 소비에트 사회주의 공화국의 일부로 1년 미만 동안만 복원되었다. 새로 독립한 우크라이나는 크림반도의 자치 지위를 유지했고, 크림 최고 평의회는 우크라이나의 일부로서 반도의 "주권"을 확인했다.
1992년과 1995년 사이에 우크라이나 정부와 크림반도 간의 대립은 악화되었다. 1992년 5월, 지역 의회는 독립된 "크림 공화국"을 선포했다. 1992년 6월, 양측은 크림반도가 상당한 자치권을 가지지만 우크라이나의 일부로 남는다는 타협에 도달했다. 1994년 유리 메시코프가 크림반도의 대통령으로 선출되었고, 그의 당은 같은 해 지역 의회 선거에서 다수를 차지했다. 친러시아 운동은 내부 불화로 약화되었고, 1995년 3월 우크라이나 정부가 우위를 점했다. 선출된 크림반도 대통령직은 폐지되었고, 메시코프 대신 충성스러운 지역 책임자가 임명되었으며, 1992년 헌법과 여러 지역 법률이 폐지되었다. 그웬돌린 사스에 따르면, 이 분쟁은 크림반도의 다민족 인구, 친러시아 운동 내부의 분열, 키이우의 확전 회피 정책, 그리고 러시아의 적극적인 지원 부족으로 인해 해결되었다.
1990년대 동안 흑해 함대와 크림반도 해군 시설에 대한 통제권, 그리고 크림반도 전체의 지위에 대한 심각한 분쟁은 러시아와 우크라이나 간의 긴장의 원인이 되었다. 1992년, 당시 러시아 국가두마 외교 위원회 의장이었던 블라디미르 루킨은 우크라이나가 흑해 함대에 대한 주장을 포기하도록 압력을 가하기 위해 러시아가 크림반도에 대한 우크라이나의 통제권을 문제 삼아야 한다고 제안했다. 1998년 흑해 함대 지위 및 조건 분할 조약은 함대를 분할하여 러시아에 세바스토폴의 해군 기지를 제공했고, 러시아-우크라이나 우호 조약은 기존 국경의 불가침성을 인정했다. 그러나 2003년 투즐라섬 분쟁에서 해양 경계에 대한 문제가 다시 불거졌다.
2008년 9월, 우크라이나 외무부 장관 볼로디미르 오흐리즈코는 러시아가 크림반도 주민들에게 러시아 여권을 발급하고 있다고 비난하며, 러시아의 해외 거주 러시아 시민 보호를 위한 군사 개입 정책을 감안할 때 이는 "실질적인 문제"라고 언급했다.
2009년 8월 24일, 크림반도에 거주하는 러시아계 우크라이나인에 의해 반우크라이나 시위가 열렸다. 당시 러시아 블록 소속이자 크림 의회 부의장이었던 세르게이 체코프는 러시아가 크림반도를 남오세티야와 압하지야를 대했던 것과 같이 대하기를 바란다고 말했다. 크림반도는 러시아계가 다수를 이루고 있으며 우크라이나인과 크림 타타르인 소수 민족이 거주하여 인구 통계학적으로 우크라이나에서 가장 큰 러시아계 인구를 보유하고 있었다.
일찍이 2010년에 일부 분석가들은 러시아 정부가 민족통일주의 계획을 가지고 있다고 추측했다. 타라스 쿠지오는 "러시아는 크림반도와 세바스토폴 항구에 대한 우크라이나의 주권을 인정하는 데 더욱 어려운 시간을 보내고 있다. 이는 러시아 여론, 집권 통합 러시아당 의원들을 포함한 정치인, 전문가, 언론인들의 발언에서 볼 수 있다"고 말했다. 2011년, 윌리엄 바레토니는 "러시아는 크림반도를 합병하기를 원하며, 아마도 해외 러시아 형제들을 방어한다는 명목으로 적절한 기회를 기다리고 있을 뿐이다"라고 썼다.

### 유로마이단과 존엄의 혁명
유로마이단 시위는 2013년 11월 말 키이우에서 빅토르 야누코비치 대통령이 우크라이나-유럽 연합 연합 협정 서명에 실패한 후 시작되었다. 지역당 소속인 야누코비치는 2010년 대선에서 크림 자치 공화국, 남부 및 동부 우크라이나 유권자들의 강력한 지지를 얻어 당선되었다. 크림 자치 정부는 야누코비치를 강력히 지지하고 시위를 비난하며, 시위가 "국가의 정치적 안정성을 위협한다"고 말했다. 크림 자치 의회는 보류 중인 연합 협정 협상을 중단하기로 한 정부의 결정을 지지하며, 크림 주민들에게 "러시아 지역과의 우호 관계를 강화할 것"을 촉구했다.
2014년 2월 4일, 최고 라다 상임위원회는 반도 지위에 대한 국민투표 개최를 "고려하겠다"고 약속했다. 의장 블라디미르 클리치니코프는 푸틴 정부에 "크림반도 자치권 유지 보장"을 호소했다. 우크라이나 보안국 (SBU)은 이에 대해 우크라이나의 영토 보전을 "전복"할 수 있는 가능성을 조사하기 위해 형사 사건을 개시했다. 2014년 2월 20일, 모스크바 방문 중이던 크림 자치 공화국 최고 라다 의장 블라디미르 콘스탄티노프는 1954년 크림반도가 러시아 소비에트 연방 사회주의 공화국에서 우크라이나 소비에트 사회주의 공화국으로 이양된 것이 실수였다고 밝혔다.
유로마이단 시위는 2014년 2월 말 절정에 달했고, 빅토르 야누코비치와 그의 많은 장관들이 2월 22일 수도를 떠났다. 그의 도주 후, 야당과 지역당 탈당자들은 최고 라다 (우크라이나 의회)에서 의결 정족수를 모아 2월 22일 야누코비치가 직무를 수행할 수 없다는 이유로 그를 해임하기로 투표했다. 아르세니 야체뉴크는 새로운 대통령 및 의회 선거가 열릴 때까지 과도정부 수반으로 봉사하기 위해 라다에 의해 임명되었다. 이 새로운 정부는 국제적으로 인정받았다. 러시아 정부와 선전은 이러한 사건들을 "쿠데타"로 묘사하며 과도 정부가 불법적이라고 주장했지만, 연구자들은 이후 크림반도 합병이 실제 군사 쿠데타라고 본다. 왜냐하면 러시아군이 크림반도의 의회와 정부 건물을 장악하고 그 정부를 러시아 대리인으로 교체했기 때문이다.

## 합병

### 러시아의 크림반도 침공

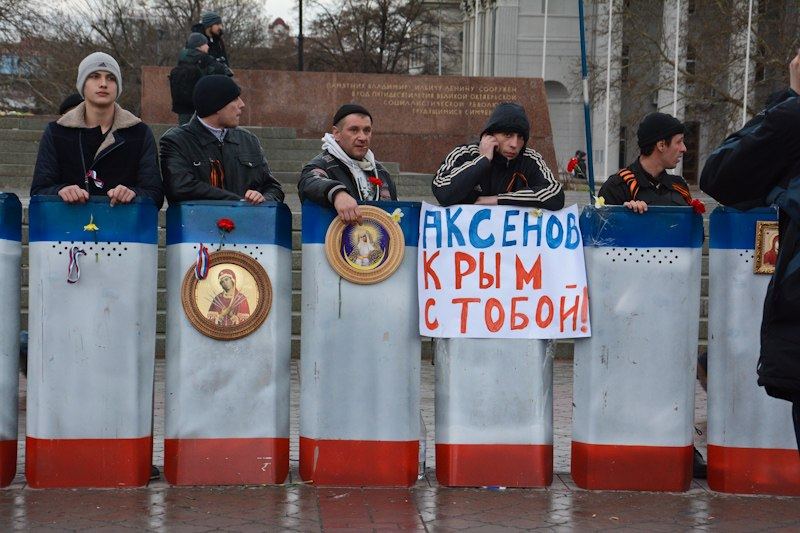
"크림 자위대", 2014년 3월 2일

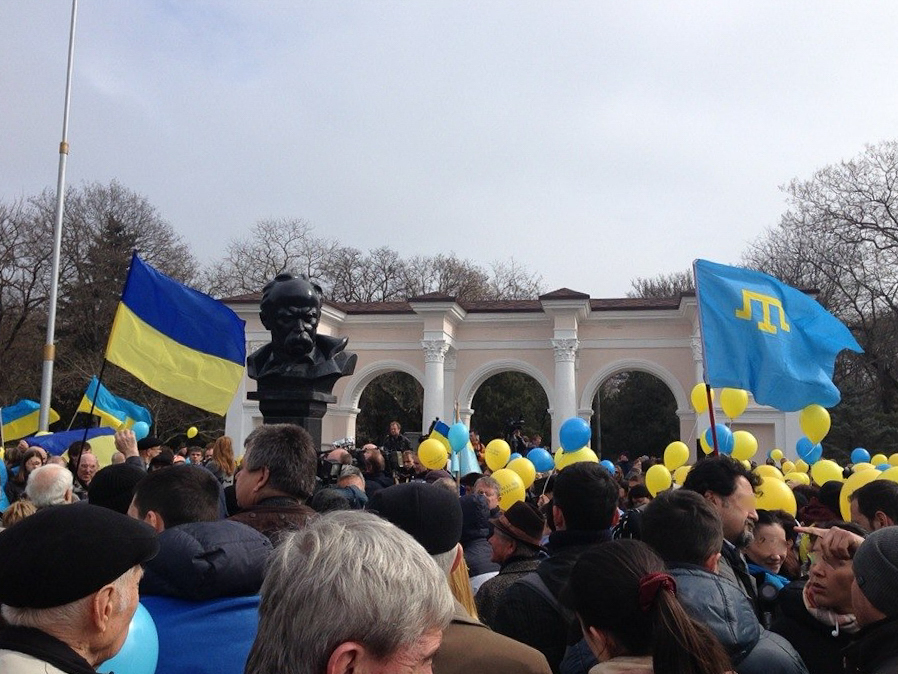
2014년 3월 9일, 러시아의 크림반도 군사 개입 중 심페로폴에서 열린 친우크라이나 시위(왼쪽에는 우크라이나 국기, 오른쪽에는 크림 타타르 국기)

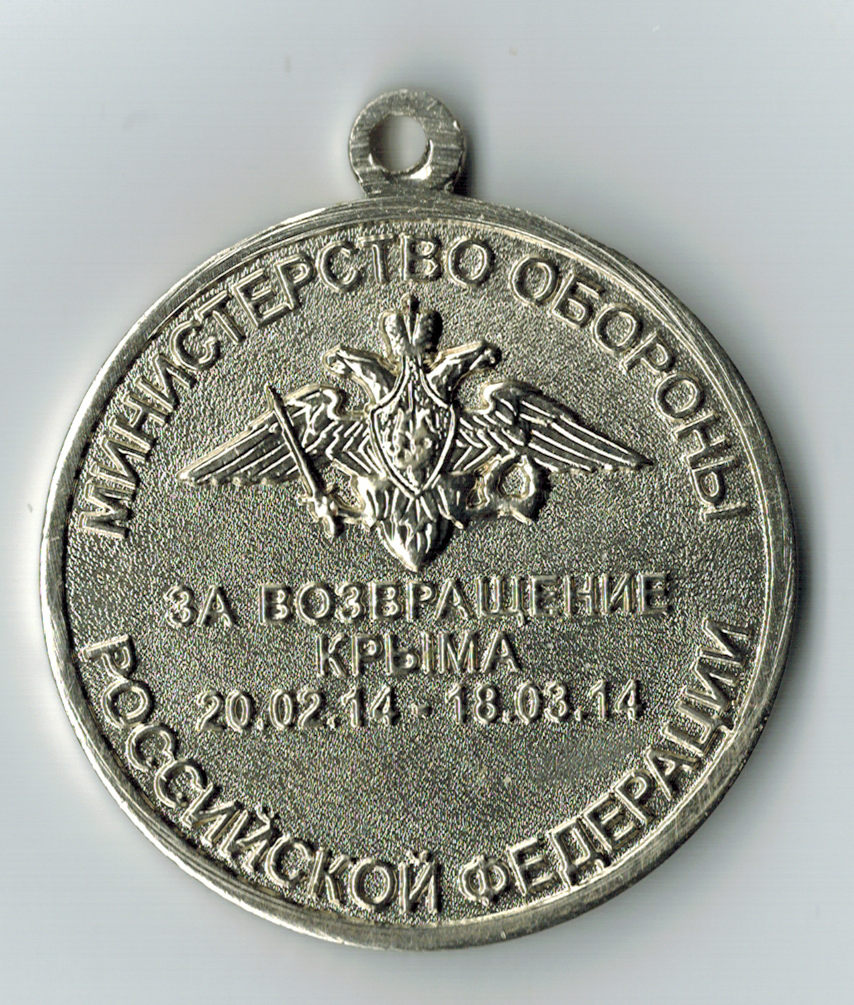
러시아 국방부의 메달 "크림반도 반환을 위하여"(За возвращение Крыма), 2014년 2월 20일 ~ 3월 18일

2014년 2월 존엄의 혁명으로 우크라이나 대통령 빅토르 야누코비치가 축출되자 크림반도에서는 정치적 위기가 촉발되었는데, 이는 처음에는 새로운 우크라이나 과도 정부에 대한 시위로 나타났으나, 빠르게 확전되었다. 2014년 1월, 세바스토폴 시의회는 이미 도시를 "극단주의"로부터 "확고히 방어"하기 위한 "인민 민병대" 결성을 촉구했다.
2014년 1월 말, 러시아 사업가 콘스탄틴 말로페예프는 자신의 보안 책임자이자 전 러시아 연방보안국 (FSB) 장교인 이고리 기르킨과 함께 크림반도를 방문하여 최고 라다 의장 블라디미르 콘스탄티노프를 만났고, 키이우가 완전히 혼란에 빠질 경우 크림반도의 자치권을 강제하기 위해 "더욱 과감한 조치"를 취할 준비가 되어 있는지에 대한 질문을 제기했다. 콘스탄티노프는 이미 2013년 12월 모스크바에서 러시아 안전보장회의 의장 니콜라이 파트루셰프를 만났으며, 야누코비치가 전복될 경우 크림반도가 러시아로부터 분리되어 러시아의 일부가 될 준비가 되어 있다고 파트루셰프에게 말했다. 2014년 1월 말, 콘스탄티노프는 우크라이나 담당 푸틴의 보좌관인 블라디슬라프 수르코프를 만났다. 2월 4일, 콘스탄티노프는 푸틴에게 이 지역의 자치권을 보호해 줄 것을 호소하고 크림 주민들의 지위에 대한 "설문조사"를 준비하기 시작했다. 수르코프는 2월 14일 크림반도를 방문하여 크림 총리 아나톨리 모힐료프를 러시아 대의에 영입하려 시도했을 수 있다.
마이단에서의 폭력 사태가 증가하자, 1월에는 지역 "자위" 단체가 형성되기 시작했다. 2월 말에는 북캅카스 지역에서 온 천여 명의 쿠반 카자크가 이 부대에 합류했다. 그들은 또한 민간인으로 위장한 수천 명의 러시아 군인들에 의해 강화되었다. 이 단체들의 활동은 러시아군과 긴밀하게 조율되었고 러시아 국방부 관리들에 의해 계획되었다. 이고리 기르킨은 일부 부대의 작전 통제와 러시아 보안 관리들과의 조정을 담당했다. 여러 추정치에 따르면, 거의 만 명에 달하는 사람들이 이 자위 단체에 가입했지만, 현지인의 정확한 비율은 알려지지 않았다.
2월 20일, 크림반도 번호판을 단 여러 버스가 체르카시주의 한 마을에 있는 친마이단 검문소에서 멈춰 섰다. 승객들은 폭력적으로 위협당했으며 일부 버스는 불태워졌다. 이 사건은 이후 러시아 선전에 이용되어 승객들이 끔찍하게 살해당했다는 근거 없는 주장이 제기되었다.
크림 자치 공화국 최고 라다 의원들은 2월 21일 비상 회의를 소집했다. 러시아 분리주의 정서에 대응하여 우크라이나 보안국 (SBU)은 "우크라이나의 영토 보전과 주권을 약화시키는 어떠한 행동도 방지하기 위해 엄격한 조치를 취할 것"이라고 밝혔다. 크림 의회에서 가장 많은 의석(100석 중 80석)을 차지했던 우크라이나 대통령 빅토르 야누코비치의 지역당은 크림반도 분리 문제를 논의하지 않았으며, 같은 날 키이우에서 체결된 야누코비치 대통령과 유로마이단 활동가들 간의 불안을 종식시키기 위한 협정에 찬성했다.
러시아는 서방과의 긴밀한 관계를 추구하는 새로운 정부가 크림반도에 있는 전략적 입지를 위험에 빠뜨릴 것을 우려했다. 2월 22~23일, 러시아 대통령 블라디미르 푸틴은 퇴진한 우크라이나 대통령 빅토르 야누코비치 구출 문제를 논의하기 위해 안보 서비스 책임자들과 밤샘 회의를 소집했으며, 회의를 마칠 무렵 푸틴은 "크림반도를 러시아로 돌려보내는 작업을 시작해야 한다"고 언급했다. 그 후 GRU와 FSB는 작전이 시작될 때 길거리에 잘 무장된 "지역 자위대"가 지원할 수 있도록 현지 동조자들과 협상을 시작했다.:11 2월 23일 친러 시위가 크림반도 세바스토폴에서 열렸다.
정치학자 대니얼 트라이스먼에 따르면, 2월 23일에 결정이 내려졌다는 푸틴의 주장에 의구심이 있다. 작전 사령관과 가까운 소식통에 따르면, 러시아 특수부대는 노보로시스크 항구와 세바스토폴의 흑해 함대에서 이미 2월 18일에 경계 태세에 들어섰다. 2월 20일에는 크림반도의 우크라이나 군사 기지를 "평화 유지" 작전으로 봉쇄하라는 명령을 받았다. 작전 참가자들은 나중에 크림반도 탈환 메달을 받았는데, 여기에 작전 기간이 2월 20일부터 3월 18일까지로 새겨져 있었다.
크림 자치 공화국 총리 아나톨리 모힐료프는 그의 정부가 키이우의 새 임시 정부를 인정하며, 크림 자치 정부가 우크라이나 의회에서 통과된 모든 법률을 시행할 것이라고 밝혔다. 심페로폴에서는 전날 친러 시위대가 의회 건물에 걸린 우크라이나 국기를 러시아 국기로 교체한 후, 새 정부를 지지하고 크림 의회 해산을 요구하는 5,000~15,000명의 친유로마이단 시위가 열렸다. 참석자들은 우크라이나, 타타르, 유럽 연합 국기를 흔들었다. 한편 세바스토폴에서는 수천 명이 새 우크라이나 정부에 항의하며 병행 정부 수립에 투표하고 러시아 밤의 늑대들 오토바이 클럽의 지원을 받아 민방위대를 조직했다. 시위대는 러시아 국기를 흔들며 "푸틴은 우리의 대통령!"을 외쳤고, 우크라이나 정부에 세금을 더 이상 내지 않겠다고 말했다. 러시아 군용 수송대가 그 지역에서 목격되었다고도 전해졌다.
케르치에서는 친러 시위대가 시청 꼭대기에서 우크라이나 국기를 떼어내고 러시아 국기로 교체하려 했다. 200명 이상이 참석하여 러시아 국기, 주황색-검은색 성 게오르기우스 리본, 그리고 러시아 단합 당기를 흔들었다. 올레흐 오사드치 시장은 군중을 해산시키려 했고, 경찰이 결국 국기를 방어하기 위해 도착했다. 시장은 "이곳은 우크라이나 영토, 크림반도입니다. 여기에 크림반도 국기가 있습니다."라고 말했지만, 배신자로 비난받았고 깃대 주변에서 싸움이 벌어졌다. 2월 24일, 더 많은 사람들이 세바스토폴 시청 밖에서 다시 시위를 벌였다. 친러 시위대는 네오 카자크와 함께 시청 주변에 러시아 국기를 게양하고 러시아 시민을 시장으로 선출할 것을 요구했으며, "파란색-갈색 유로 역병이 다가오고 있다"고 경고하며 자위 민병대 가입 전단지를 배포했다.
세바스토폴 행정부 수장 볼로디미르 야추바는 친러 시위에서 "도시 주민들의 결정"을 인용하여 사임을 발표했으며, 임시 시 행정부는 처음에는 새로운 우크라이나 정부를 인정하는 쪽으로 기울었지만, 친러 활동가들의 지속적인 압력으로 인해 지방 당국은 양보할 수밖에 없었다. 결과적으로 세바스토폴 시의회는 러시아 시민인 알렉세이 찰리를 불법적으로 시장으로 선출했다. 우크라이나 법에 따르면, 세바스토폴은 시장을 선출할 수 없었다. 왜냐하면 우크라이나 대통령이 임명한 세바스토폴 시 국가 행정부 의장이 시장 역할을 수행하기 때문이다. 참석한 천여 명의 시위대는 "러시아 도시를 위한 러시아 시장"을 외쳤다.
2월 25일, 수백 명의 친러시아 시위대가 크림 의회를 봉쇄하고 우크라이나 중앙 정부를 인정하지 않고 크림반도 지위에 대한 국민투표를 요구했다. 같은 날, 수요일에 보안군이 찰리를 체포할 수 있다는 소문이 퍼지자 수많은 군중이 세바스토폴 시청 밖에서 다시 모였으나, 경찰서장 알렉산드르 곤차로프는 그의 경찰관들이 키이우에서 발행된 "범죄 명령"을 수행하지 않을 것이라고 말했다. 내무부 장관의 세바스토폴 기반 고문인 빅토르 네가노프는 도시에서 일어난 사건들을 쿠데타라고 비난했다. 그는 "찰리는 아마도 묵시적 승인을 내렸을 크렘린의 이익을 대변한다"고 말했다. 세바스토폴 시정부 의장 블라디미르 야츠바는 2월 23일 친러 시위에서 크림반도가 우크라이나의 일부라고 말했을 때 야유를 받았다. 그는 다음날 사임했다. 심페로폴에서는 크림 전선이 조직한 집회에서 수백 명의 시위대(네오 카자크 포함)가 자치 분리 국민투표를 요구하며 지역 국가 행정부 건물을 봉쇄했다.
2월 26일, 크림 자치 공화국 최고 라다 건물 근처에서 4,000~5,000명의 크림 타타르인과 유로마이단-크림 운동 지지자들이 600~700명의 친러시아 단체와 러시아 단합 당 지지자들과 대치했다. 타타르 지도자들은 "크림반도의 우크라이나로부터 분리 계획을 실행하기 위해 모든 노력을 기울이고 있는" 크림 의회의 회의를 막기 위해 시위를 조직했다. 최고 라다 의장 블라디미르 콘스탄티노프는 크림 의회가 우크라이나로부터의 분리 문제를 고려하지 않을 것이며, 의회가 이 문제에 대한 토론을 개최할 것이라는 이전 보도들은 도발이었다고 말했다. 타타르인들은 자위대를 조직하고, 러시아인, 우크라이나인 및 다른 국적의 사람들과의 협력을 장려하며, 교회, 모스크, 유대교 회당 및 기타 중요한 장소들을 보호할 것을 촉구했다. 밤이 되자 크림 타타르인들은 떠났고, 수백 명의 러시아 단합 지지자들이 시위를 계속했다.
새 우크라이나 정부의 내무부 장관 대행 아르센 아바코우는 크림반도의 법 집행 기관에 갈등을 유발하지 말고 친러시아 세력과의 충돌을 막기 위해 필요한 모든 조치를 취하도록 지시했다. 그는 "대화를 통해 대치보다 훨씬 더 많은 것을 이룰 수 있다고 생각한다"고 덧붙였다. 새로운 우크라이나 보안국 (SBU) 국장 발렌틴 날리바이첸코는 유엔에 크림반도의 안보 상황을 24시간 감시해 줄 것을 요청했다. 러시아군은 러시아 대통령 블라디미르 푸틴의 명령에 따라 세바스토폴로 향하는 주요 도로를 점령했다. 러시아 국기와 러시아 군용 차량이 있는 군사 검문소가 도시와 심페로폴을 연결하는 주요 고속도로에 설치되었다.

### 러시아의 장악
2월 27일, 표식 없는 러시아군은 현지 민족주의 준군사 조직과 협력하여 크림 자치 공화국과 세바스토폴을 장악했으며, 러시아 특수부대는 심페로폴에 있는 크림 자치 공화국 최고 라다 건물과 내각 건물을 점령했다. 이 건물들 위에 러시아 국기가 게양되었고 외부에 바리케이드가 설치되었다. 친러시아 세력은 아라바트 사구에 있는 헤르손주의 여러 지역도 점령했는데, 이 지역은 지리적으로 크림반도의 일부이다.
"리틀 그린 맨"이 크림 의회 건물을 점령하는 동안, 의회는 비상 회의를 열었다. 의회는 크림 정부를 해산하고 아나톨리 모힐료프 총리를 세르게이 악쇼노프로 교체하기로 투표했다. 악쇼노프는 지난 선거에서 4%의 득표율을 기록한 러시아 단합 당 소속이었다. 우크라이나 헌법에 따르면, 크림반도 총리는 우크라이나 대통령과의 협의를 거쳐 크림 자치 공화국 최고 라다에 의해 임명된다. 악쇼노프와 블라디미르 콘스탄티노프 의장은 모두 빅토르 야누코비치를 우크라이나의 법적 대통령으로 간주했으며, 그를 통해 러시아에 지원을 요청할 수 있었다고 밝혔다.
의회는 또한 5월 25일에 더 큰 자치권에 대한 국민투표를 실시하기로 투표했다. 군대는 건물의 모든 통신을 차단했고, 의원들이 들어갈 때 전화기를 압수했다. 투표가 진행되는 동안 독립 언론인은 건물 내부로 들어갈 수 없었다. 일부 의원들은 위협을 받았고, 자신들이 회의장에 없었음에도 불구하고 자신들과 다른 의원들을 위해 투표가 이루어졌다고 말했다. 인테르팍스-우크라이나는 "두 결정에 대한 투표 시 참석자로 등록된 100명 중 64명의 의원 모두가 참석했는지, 아니면 누군가 다른 사람이 그들 중 일부의 플라스틱 투표 카드를 사용했는지 확인하는 것은 불가능하다"고 보도했다. 이는 의회 무장 점령으로 인해 얼마나 많은 의원이 참석했는지 불분명했기 때문이다.
의회 정보 분석 부서 책임자 올하 술니코바는 의회 건물 내부에서 기자들에게 전화하여 등록된 64명의 의원 중 61명이 국민투표 결의안에 찬성했고 55명이 정부 해산 결의안에 찬성했다고 말했다. 도네츠크 인민공화국 분리주의자 이고리 기르킨은 2015년 1월에 크림반도 의원들이 총구 위협을 받고 합병을 지지하도록 강요받았다고 말했다. 이러한 행동은 우크라이나 임시 정부에 의해 즉시 불법으로 선포되었다.
같은 날, 현지 베르쿠트 진압 경찰(및 제31독립공수강습여단 소속 러시아 군인이 베르쿠트 제복을 입은 채)의 지원을 받은 표식 없는 러시아군은 크림반도를 우크라이나 본토와 분리하는 페레코프 지협과 촌하르 반도에 검문소를 설치했다. 몇 시간 안에 우크라이나는 크림반도로부터 단절되었다. 곧이어 우크라이나 TV 채널은 크림반도 시청자들에게 제공되지 않게 되었고, 일부는 러시아 방송으로 대체되었다.
2월 28일, 약 1,400명의 스페츠나츠 부대가 러시아에서 그바르데이스코예 항공기지로 공수되었다. 같은 날, 푸틴은 독일 총리 앙겔라 메르켈과의 전화 통화에서 크림반도에 정규 러시아 군인이 활동하지 않는다고 확언했다.

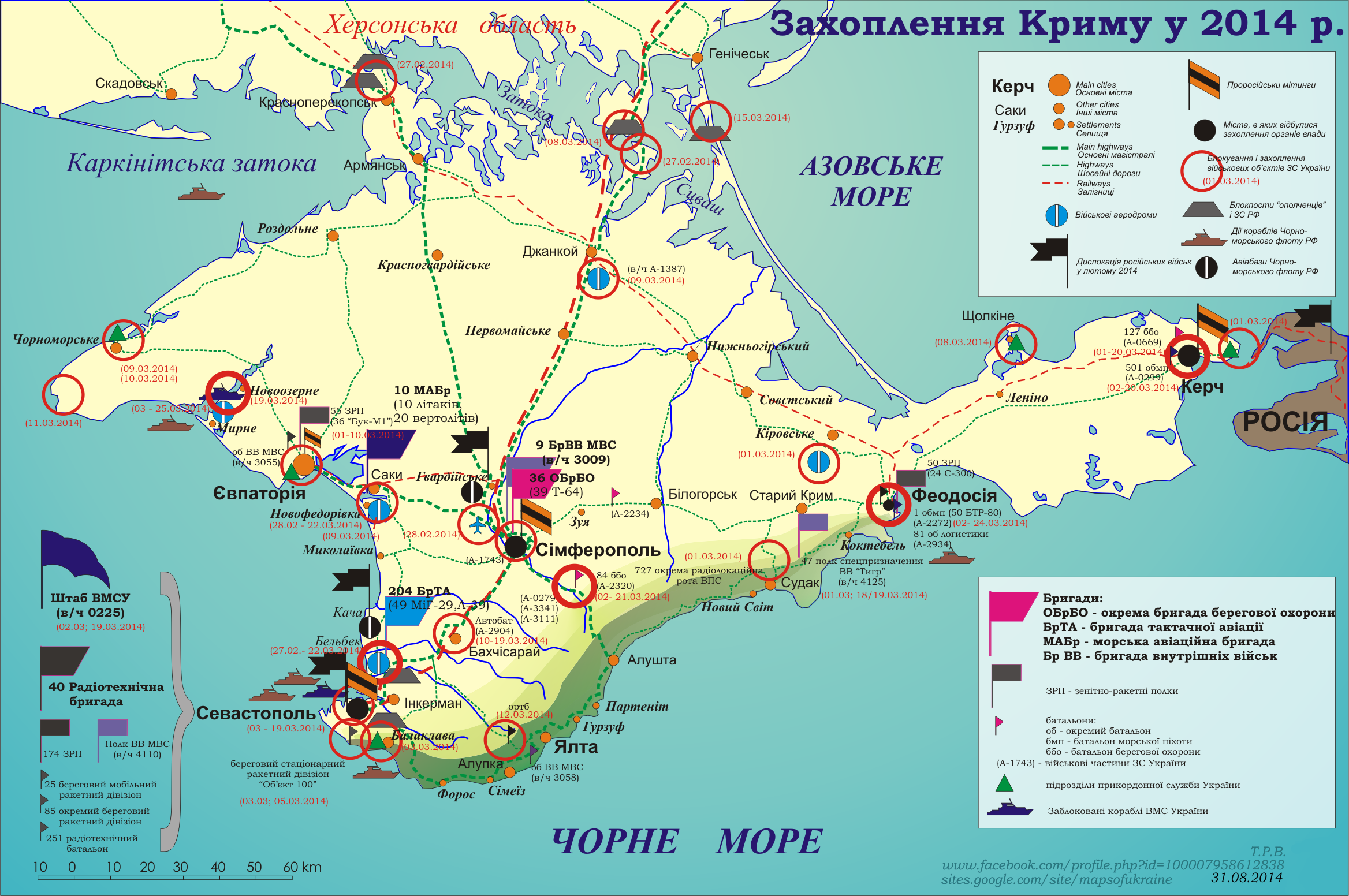
2014년 2~3월 러시아의 크림반도 점령 당시 우크라이나군 군부대 봉쇄

2014년 3월 1일, 악쇼노프는 반도 내 모든 우크라이나 군사 및 보안 시설을 통제할 것이라고 말했다. 그는 또한 푸틴에게 크림반도에서 "평화와 안정을 보장하는 데 지원"을 요청했다. 푸틴은 즉시 러시아 연방평의회로부터 "국내 정치-사회 상황이 정상화될 때까지" 우크라이나에 대한 러시아 군사 개입 승인을 받았다. 푸틴의 신속한 조치는 일부 러시아 지식인들의 항의와 크림반도에 대한 러시아 군사 작전에 반대하는 모스크바 시위를 촉발했다. 3월 2일까지 세바스토폴의 러시아 해군 기지에서 이동한 러시아군은 본토 러시아からの 증원군, 장갑차, 헬리콥터의 지원을 받아 크림반도 전체를 완전히 통제했다. 러시아군은 크림반도에서 표식 없이 작전을 수행했다. 3월 3일 그들은 남부 해군기지를 봉쇄했다.
3월 4일, 우크라이나군 참모부는 흑해 함대 인력이 아닌 제18차량화소총여단, 제31공수강습여단 및 제22특수작전여단 부대가 크림반도에 배치되어 활동하고 있으며, 이는 우크라이나와 러시아가 서명한 국제 협정을 위반한 것이라고 밝혔다. 같은 날 기자회견에서 러시아 대통령 블라디미르 푸틴은 러시아가 크림반도를 합병할 계획이 없다고 말했다. 그는 또한 우크라이나를 침공할 계획이 없지만, 우크라이나 내 러시아인들이 위협받을 경우 개입할 수 있다고 말했다. 이것은 진행 중인 러시아 군사 작전에 대한 공개적인 부인의 일부였다.
수많은 언론 보도와 우크라이나 및 외국 정부의 성명은 표식 없는 병사들의 신원이 러시아 군인임을 지적했지만, 러시아 관리들은 자국 병력의 신원을 숨기며, 자신들이 통제할 수 없는 현지 "자위" 부대라고 주장했다. 4월 17일이 되어서야 러시아 외무장관 세르게이 라브로프는 우크라이나에 "과도한 러시아 군대"는 없다고 말했다. 같은 기자회견에서 푸틴은 크림반도에 대해 "오직 시민들 자신만이 자유로운 의지 표현과 안보 조건 하에서 그들의 미래를 결정할 수 있다"고 말했다. 푸틴은 나중에 2월 초부터 "크림반도를 러시아로 되돌리는 작업"을 명령했다고 인정했다. 그는 또한 3월 초에 크림반도에서 "비밀 여론 조사"가 실시되었으며, 그에 따르면 크림반도 주민들이 러시아 편입에 압도적인 지지를 보였다고 인정했다.
러시아는 결국 자국군의 존재를 인정했다. 쇼이구 국방부 장관은 크림반도에서의 군사 행동은 흑해 함대 병력에 의해 수행되었으며 "크림반도 민간인의 생명에 대한 위협"과 "극단주의자들에 의한 러시아 군사 시설 점령"의 위험으로 정당화되었다고 말했다. 우크라이나는 러시아가 크림반도에 주둔 병력을 늘림으로써 세바스토폴에 흑해 함대 본부를 두는 협정을 위반하고 국가의 주권을 침해했다고 불평했다. 미국과 영국은 러시아가 부다페스트 안전 보장 각서 조항을 위반했다고 비난했다. 이 각서에 따라 러시아, 미국, 영국은 우크라이나의 영토 보전 또는 정치적 독립에 대한 위협이나 무력 사용을 자제할 의무를 재확인했다. 러시아 정부는 부다페스트 안전 보장 각서가 "내부 정치 또는 사회-경제적 요인의 행동으로 인한 상황" 때문에 적용되지 않는다고 말했다. 2015년 3월, 은퇴한 러시아 해군 제독 이고리 카사토노프는 자신의 정보에 따르면 크림반도에 대한 러시아 병력 배치가 헬리콥터 6회 착륙과 IL-76 항공기 3회 착륙(각 500명)을 포함했다고 밝혔다.

### 법적 문제
틀:크림 위기 (2014년)
러시아와 우크라이나 간의 영토 보전 및 무력 사용 금지에 대한 의무는 러시아와 우크라이나가 서명한 여러 다자 또는 양자 협정에 명시되어 있다.
블라디미르 푸틴은 크림반도 주둔 러시아군은 "크림반도 주민들이 자유롭게 의지를 표명할 수 있도록 적절한 조건을 보장하기 위한 것"이라고 말했지만, 우크라이나와 다른 국가들은 그러한 개입이 우크라이나 주권 침해라고 주장한다.
1994년 부다페스트 안전 보장 각서에서 러시아는 우크라이나(크림반도 포함)의 영토 보전을 존중하고 우크라이나의 영토 보전이나 정치적 독립에 대한 위협이나 무력 사용을 자제할 의무를 재확인한 국가 중 하나였다. 1997년 러시아-우크라이나 우호, 협력 및 동반자 관계 조약은 다시 양국 간 국경의 불가침성을 재확인했으며, 크림반도 주둔 러시아군에게 우크라이나의 주권을 존중하고, 법률을 준수하며, 국내 문제에 간섭하지 않을 것을 요구했다.
1997년에 서명되어 2010년에 연장된 러시아-우크라이나 흑해 함대 지위 및 조건 분할 조약은 크림반도에서의 러시아군 주둔 지위를 명시하고 그들의 작전을 제한했으며, 국제 국경을 넘을 때 "군인 신분증"을 제시하고 지정된 배치 지역 외에서의 작전은 우크라이나와의 협의 후에만 허용되도록 요구했다. 우크라이나에 따르면, 항해 기지 사용 및 병력 이동은 조약에 부적절하게 포함되었고 여러 차례 위반되었으며 관련 법원 결정도 위반되었다. 2월의 병력 이동은 조약을 "완전히 무시"한 것이었다.
우크라이나 독립 선언: 의향서

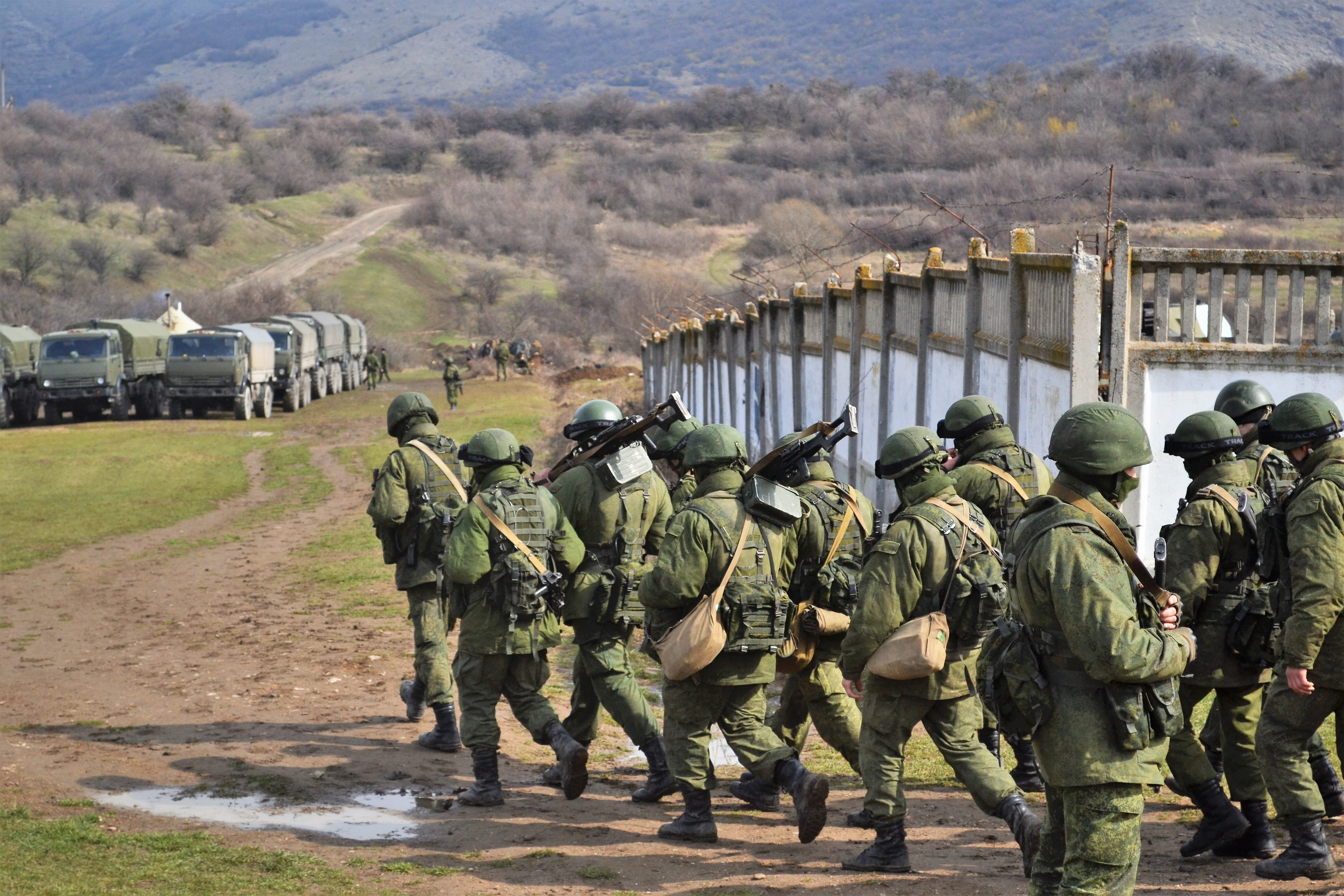
"리틀 그린 맨"과 트럭들이 페레발노예 군사 기지를 점령한 후, 2014년 3월 9일

러시아 헌법에 따르면, 새로운 연방 주체의 편입은 연방 헌법에 의해 규제된다(제65.2조). 이러한 법률은 2001년에 채택되었으며, 외국 또는 그 일부가 러시아에 편입되는 것은 러시아 연방과 해당 국가 간의 상호 합의에 기초해야 하며, 양국 간의 국제 조약에 따라 이루어져야 한다. 또한, 이는 해당 국가가 시작해야 하며, 그 하위 행정 구역이나 러시아가 시작해서는 안 된다고 명시하고 있다.
2014년 2월 28일, 러시아 의원 세르게이 미로노프는 다른 국가두마 의원들과 함께 연방 주체 추가 절차를 변경하는 법안을 제출했다. 이 법안에 따르면, 편입은 "외국 국가에서 효율적인 주권 정부의 부재"가 있을 경우 해당 국가의 하위 행정 구역이 시작할 수 있으며, 요청은 해당 하위 행역 구역 자체 기관 또는 해당 국가 법률에 따라 해당 하위 행정 구역에서 실시된 국민투표를 기반으로 할 수 있다.
2014년 3월 11일, 크림 자치 공화국 최고 라다와 세바스토폴 시의회는 독립 선언을 채택하여, 친러시아 선택이 예정된 지위 국민투표에서 가장 많은 표를 얻을 경우 독립을 선언하고 러시아에 완전히 편입을 요청할 의사를 밝혔다. 이 선언은 러시아의 동맹국인 세르비아로부터 독립을 선언한 알바니아인이 거주하는 코소보 메토히야 자치주가 2008년에 코소보 공화국으로 독립을 선언한 코소보 독립 선례를 직접적으로 언급했다. 이는 러시아가 강력히 반대했던 일방적인 행동이었다. 러시아 정부는 코소보 독립 선례를 크림반도 합병의 법적 정당화로 사용했지만, 많은 분석가들은 크림반도 선언이 크림반도의 러시아 합병을 위한 노골적인 노력으로 보았고 러시아의 코소보 선례 정당화는 크림반도 사건과 다르다고 반박하며, 대신 합병을 나치 독일의 오스트리아 합병 및 체코슬로바키아의 주데텐란트와 비교했다.
크림반도 당국의 우크라이나로부터의 독립 선언 계획으로 인해 미로노프 법안은 불필요하게 되었다. 2014년 3월 20일, 합병 조약이 서명된 지 이틀 후, 이 법안은 발의자들에 의해 철회되었다.
3월 21~22일 회의에서 유럽 평의회의 베니스 위원회는 미로노프 법안이 "특히 영토 보전, 국가 주권, 다른 국가의 국내 문제 불간섭, 그리고 팍타 순트 세르반다의 원칙"을 위반했으며, 따라서 국제법과 양립할 수 없다고 밝혔다.

### 크림반도 지위 국민투표
2014년 2월 27일, 러시아 특수부대가 건물(의회)을 장악하고 우크라이나가 선출한 관리들을 러시아 통제 하의 인사로 교체한 후, 크림 자치 공화국 최고 라다는 5월 25일에 국민투표를 실시하기로 투표했으며, 초기 질문은 크림반도가 우크라이나 내에서 자치권을 강화해야 하는지 여부였다. 국민투표 날짜는 나중에 5월 25일에서 3월 30일로 변경되었다. 우크라이나 법원은 이 국민투표를 불법으로 선언했다.
3월 6일, 최고 라다는 국민투표 날짜를 3월 16일로 변경하고, 크림반도가 러시아의 연방 주체로 편입을 신청할지 또는 우크라이나 내에서 1992년 크림반도 헌법을 복원할지에 대한 새로운 질문으로 변경했다. 이 국민투표는 이전에 발표된 것과 달리 1998년 헌법 하의 현상 유지를 위한 선택지가 없었다. 우크라이나의 임시 대통령 올렉산드르 투르치노우는 "크림반도 당국은 의회든 정부든 완전히 불법적이다. 그들은 총구의 위협 아래 강제로 일하고 있으며, 모든 결정은 두려움에 의해 좌우되고 불법적이다"라고 말했다.
3월 14일, 우크라이나 헌법 재판소는 크림반도 지위 국민투표를 위헌으로 판결했으며, 하루 뒤 최고 라다는 크림 의회를 공식적으로 해산했다. 국민투표가 임박하자 러시아는 우크라이나 동부 국경 근처에 병력을 집결시켰으며, 이는 확전을 위협하고 우크라이나의 대응을 저지하려는 의도였다.
국민투표는 우크라이나 정부의 반대에도 불구하고 실시되었다. 공식 결과에 따르면 크림반도 참여 유권자의 약 95.5%(투표율 83%)가 우크라이나로부터 분리하여 러시아에 편입하는 것에 찬성했다. 크림 타타르인은 대부분 국민투표를 보이콧했다. 러시아 대통령의 시민사회 인권 이사회 소속 예브게니 보브로프의 보고서에 따르면, 공식 결과는 부풀려졌으며, 크림반도 주민의 50~60%가 러시아와의 재통합에 투표했으며 투표율은 30~50%였다. 이는 크림반도 유권자의 15~30%가 러시아 합병에 찬성했다는 의미이다(세바스토폴은 행정적으로 분리되어 있어 지지율이 더 높았다). 2014년 퓨 연구센터가 실시한 설문조사에 따르면, 크림반도 주민의 54%는 지역의 분리권을 지지했으며, 91%는 국민투표가 자유롭고 공정했다고 믿었고, 88%는 키이우 정부가 투표 결과를 인정해야 한다고 믿었다.
국민투표가 진행된 방식은 외교 정부와 우크라이나 및 국제 언론으로부터 광범위하게 비판을 받았으며, 크림반도 거주 여부와 상관없이 러시아 여권을 소지한 모든 사람이 투표할 수 있었다는 보도가 있었다. OSCE는 국민투표에 참관인을 보내기를 거부하며, 초청은 지역 당국이 아닌 해당 OSCE 회원국(즉, 우크라이나)으로부터 와야 한다고 밝혔다. 러시아는 푸틴과 연계된 다양한 유럽 극우 정당의 참관인 그룹을 초청했으며, 이들은 국민투표가 자유롭고 공정하게 진행되었다고 밝혔다.

### 크림 공화국 독립 선언
크림 공화국은 단명했다. 3월 17일, 국민투표 결과가 공식 발표된 후, 크림 자치 공화국 최고 라다는 크림 자치 공화국과 세바스토폴 시의 영토를 포함하는 크림 공화국의 공식 독립을 선언했으며, 세바스토폴은 분리 공화국 내에서 특별 지위를 부여받았다. 크림 의회는 우크라이나 법률의 "부분적 폐지"를 선언하고, 크림반도에 위치한 우크라이나 국유 재산 및 사유 재산, 즉 우크라이나 항구와 초르노모르나프토가즈의 재산을 국유화하기 시작했다. 의회는 또한 러시아 정부에 분리 공화국을 러시아에 편입할 것을 공식적으로 요청했으며, 세바스토폴은 "연방 중요 도시"로 편입될 것을 요청했다. 같은 날, 사실상 최고 라다는 스스로를 크림 공화국 국가 의회로 개칭하고, 흐리우냐와 함께 러시아 루블을 공식 통화로 선언했으며, 6월에는 러시아 루블이 유일한 법정 통화가 되었다.
푸틴은 3월 17일 칙령으로 크림 공화국을 '주권 독립 국가'로 공식 인정했다.
3월 21일, 크림 공화국은 러시아의 연방 주체가 되었다.

### 합병 조약 및 합병 완료

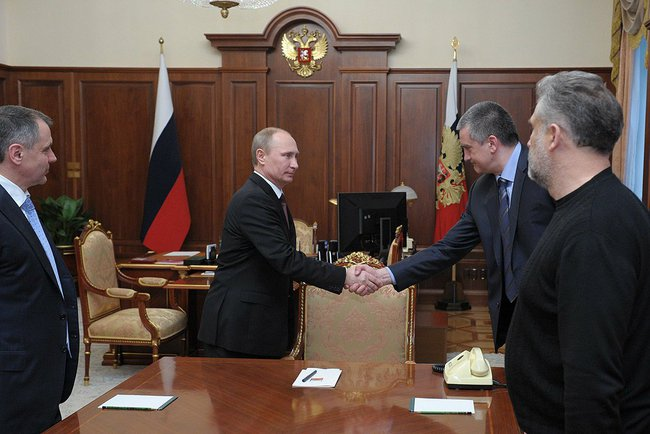
블라디미르 푸틴 대통령과 블라디미르 콘스탄티노프, 세르게이 악쇼노프, 알렉세이 찰리가 2014년 3월 18일 크렘린에서 함께 있다

2014년 3월 18일 크림 공화국(나머지 크림반도와 잠시 통합된 세바스토폴 포함) 대표와 러시아 연방 대표 사이에 크림 공화국과 세바스토폴을 러시아의 연방주체이자 러시아 연방의 일부로 즉시 편입하기 위한 조건이 명시된 크림 공화국 러시아 편입 조약이 체결되었다. 3월 19일, 러시아 헌법재판소는 이 조약이 러시아 헌법에 부합한다고 결정했다. 이 조약은 3월 21일까지 연방의회와 연방평의회에 의해 비준되었다. 공정 러시아의 일리야 포노마료프는 이 조약에 반대표를 던진 유일한 국가두마 의원이었다. 크림 공화국과 연방시 세바스토폴은 러시아의 84번째와 85번째 러시아의 연방주체가 되었다.
3월 18일 심페로폴에서 발생한 논란의 여지가 있는 사건에서, 일부 우크라이나 소식통은 러시아 특수부대로 알려진 무장 괴한들이 기지를 급습했다고 주장했다. 이는 러시아 당국에 의해 반박되었으며, 러시아 당국은 이후 살인과 관련하여 우크라이나 저격수로 추정되는 사람을 체포했다고 발표했지만, 나중에 체포가 이루어지지 않았다고 부인했다.
두 명의 희생자는 크림반도와 우크라이나 당국이 모두 참석한 합동 장례식을 치렀으며, 우크라이나 병사와 러시아 준군사 "자위대 자원병" 모두 함께 애도되었다. 2014년 3월 현재 이 사건은 크림반도 당국과 우크라이나군 양측에서 조사 중이었다.
총격에 대응하여, 당시 우크라이나 국방부 장관 대행 이호르 테뉴우는 크림반도에 주둔한 우크라이나군에게 생명을 위협하는 상황에서는 치명적인 무력을 사용할 수 있도록 승인했다. 이는 우크라이나 군사 시설 점령 시 유혈 사태의 위험을 증가시켰지만, 이후 러시아의 나머지 우크라이나 군사 기지 및 크림반도 함선 점령 작전은 새로운 사망자를 발생시키지 않았다. 비록 무기가 사용되고 여러 명이 부상당했지만 말이다. 그러한 작전에 참여한 러시아 부대들은 가능하면 치명적인 무력 사용을 피하라는 명령을 받았다. 3주 동안 우크라이나 정부의 어떠한 지원도 없이 기지 내에 봉쇄되어 있던 우크라이나군 사이의 사기는 매우 낮았고, 그들 중 대다수는 어떠한 실질적인 저항도 하지 않았다.
3월 24일, 우크라이나 정부는 크림반도에 주둔한 모든 우크라이나군을 완전히 철수시키도록 명령했다. 크림반도 주둔 우크라이나군 병력의 약 50%가 러시아군으로 전향했다. 3월 26일, 마지막 우크라이나 군사 기지와 우크라이나 해군 함정이 러시아군에 의해 점령되었다.

### 점령

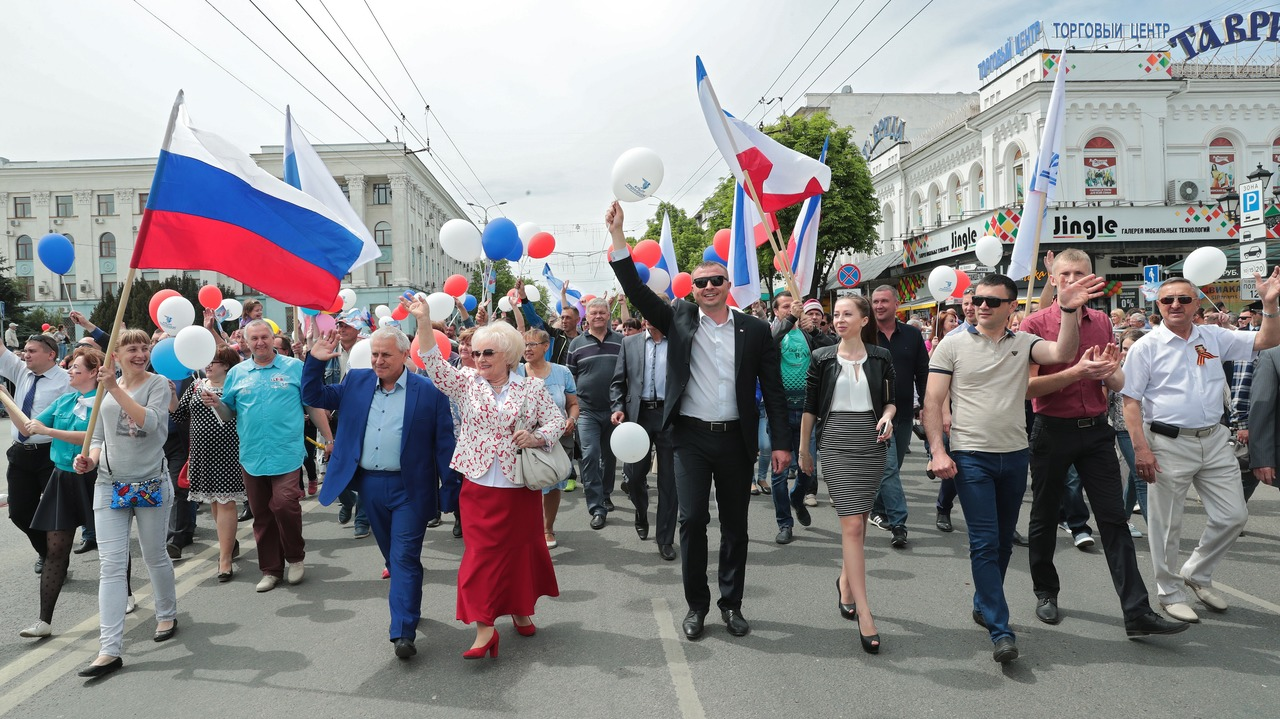
2019년 5월 1일 심페로폴에서 열린 오월제 퍼레이드

3월 27일, 유엔 총회는 크림반도 국민투표와 그에 따른 지위 변경을 무효로 선언하는 구속력 없는 결의안을 찬성 100표, 반대 11표, 기권 58표, 불참 24표로 193개국 의회에서 통과시켰다.
크림반도와 세바스토폴은 3월 29일 오후 10시부터 모스크바 시간으로 전환되었다.
3월 31일, 러시아는 일방적으로 하르키우 협정과 흑해 함대 지위 및 조건 분할 조약을 폐기했다. 푸틴은 폐기 이유로 "크림 공화국과 세바스토폴의 러시아 편입"과 그에 따른 "임대차 관계의 실질적 종결"을 들었다. 같은 날, 그는 크림 타타르인 (1944년에 그들의 땅에서 축출되었던)과 스탈린이 1940년대에 제거하도록 명령했던 지역의 아르메니아, 독일, 그리스, 불가리아 소수 민족 공동체를 공식적으로 재활성화하는 칙령에 서명했다.
2014년 3월 31일, 러시아 총리 드미트리 메드베데프는 크림반도 영토를 러시아의 경제 및 기반 시설에 신속하게 통합하기 위한 일련의 프로그램을 발표했다. 메드베데프는 크림반도 문제를 담당하는 새로운 부처를 창설한다고 발표했으며, 그와 함께 그곳에 합류한 러시아의 최고 장관들에게 개발 계획 수립을 최우선 과제로 삼도록 지시했다. 2014년 4월 3일, 크림 공화국과 세바스토폴시는 러시아의 남부군관구의 일부가 되었다. 2015년 5월 7일, 크림반도는 우크라이나 전화번호 체계에서 러시아 전화번호 체계로 전환했다.
4월 11일, 크림 공화국 헌법과 세바스토폴 시 조례가 각 의회에 의해 채택되었으며, 다음 날 새로운 연방 주체가 새로 발표된 러시아 헌법 개정판에 명시되면서 효력이 발생했다.
4월 14일, 블라디미르 푸틴은 로시야 은행에 루블 전용 계좌를 개설하고 이 은행을 새로 합병된 크림반도의 주요 은행으로 지정하며, 러시아의 360억 달러 규모의 도매 전력 시장 결제 서비스를 제공할 권리를 부여했다고 발표했다. 이로 인해 은행은 수수료만으로 연간 1억 1200만 달러를 벌어들일 수 있게 되었다.

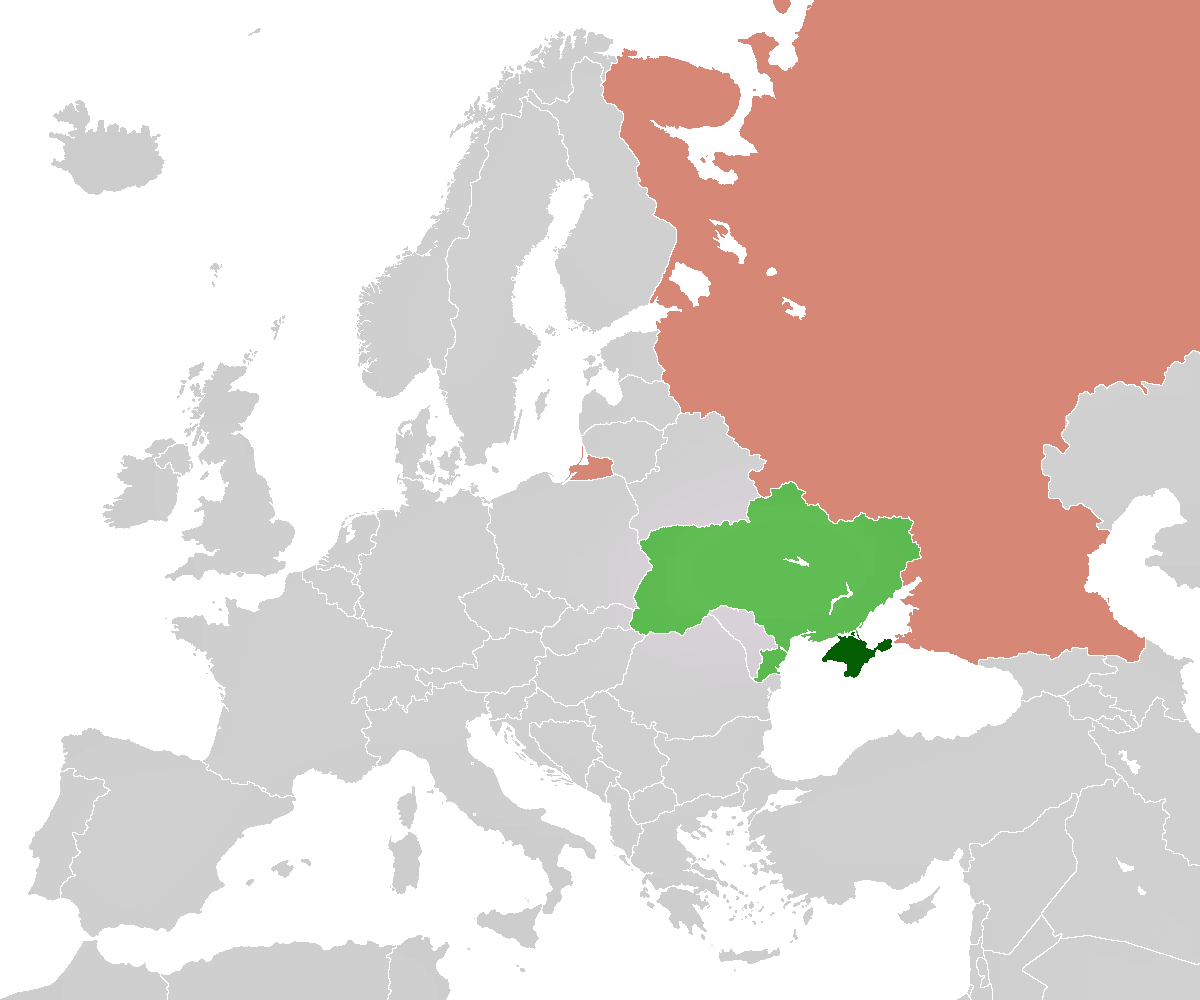
크림반도(짙은 녹색), 나머지 우크라이나(옅은 녹색), 러시아(옅은 빨간색)의 유럽 내 위치

러시아는 2014년 12월 헤르손 남부에서 병력을 철수했다.
2015년 7월, 러시아 총리는 크림반도가 러시아에 완전히 통합되었다고 선언했다. 2016년까지 이 새로운 주체들은 크림 연방관구로 묶였다.
2016년 8월 8일, 우크라이나는 러시아가 경계선을 따라 군사력을 증강했다고 보고했다. 이에 대응하여 우크라이나도 크림반도와의 국경 근처에 더 많은 병력과 자원을 배치했다. 국방부는 러시아의 우크라이나 침공 가능성을 과소평가하며, 국경을 따라 주둔한 러시아군을 정기적인 군사 훈련이라고 불렀다. 8월 10일, 러시아는 우크라이나 특공대와의 충돌로 군인 2명이 사망했고, 우크라이나 군인들이 총 40kg의 폭발물을 소지한 채 붙잡혔다고 주장했다. 우크라이나는 이 사건이 발생하지 않았다고 부인했다.
러시아 측에서는 러시아 FSB가 아르먄스크 근처에서 "우크라이나 파괴 공작원"과 "테러리스트"를 구금했다고 주장했다. 이어진 총격전으로 FSB 요원 1명과 용의자 1명이 사망했다. 우크라이나 군사 정보 장교이자 파괴 공작 단체의 지도자로 러시아 소식통이 묘사한 예브헨 파노프를 포함한 여러 개인이 구금되었다. 이 단체는 아르먨스크, 크림반도에 있는 중요한 기반 시설에 테러 공격을 계획하고 있었다고 주장된다.
우크라이나 언론은 파노프가 국내 동부에서 싸우는 군사 자원 봉사자였다고 보도했지만, 그는 최근 자선 단체와 연관되어 있다. 러시아는 또한 국경 침투 의혹이 우크라이나 영토에서 "심한 총격"과 함께 발생하여 러시아 병사가 사망했다고 주장했다. 우크라이나 정부는 러시아의 비난을 "냉소적"이고 "무의미하다"고 불렀고, 크림반도는 우크라이나 영토이므로 러시아가 "우크라이나 영토에서 테러를 아낌없이 자금 지원하고 적극적으로 지원해 왔다"고 주장했다.

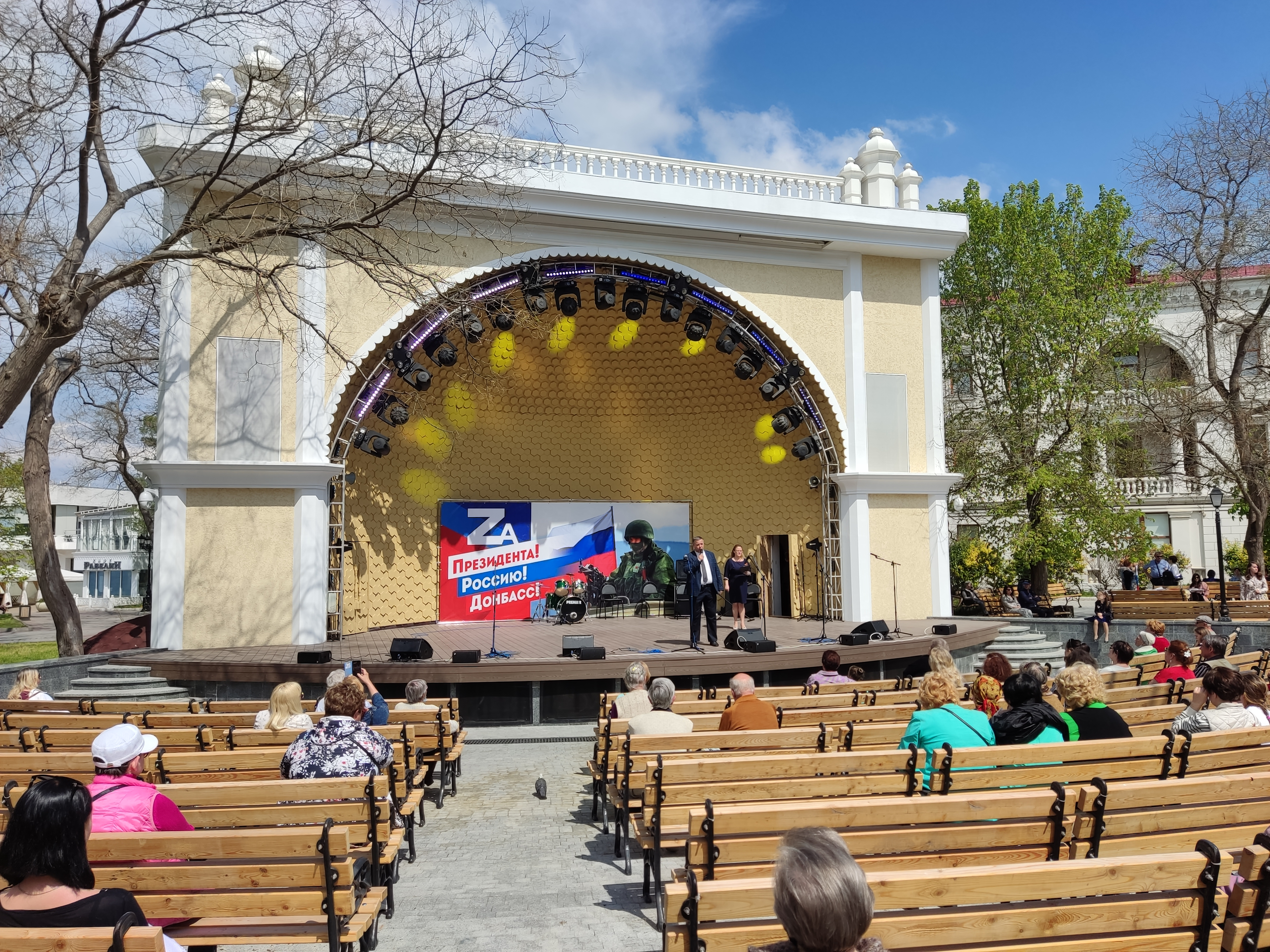
2022년 4월 29일 크림반도 세바스토폴에서 열린 친전쟁 선전 행사

2017년, 동유럽 국제 연구 센터가 실시한 설문 조사에 따르면 비크림 타타르족 응답자의 85%는 국민투표가 다시 실시될 경우 결과가 같거나 "약간만 다를" 것이라고 믿었다. 크림반도는 러시아 미디어 영역에 완전히 통합되었으며, 나머지 우크라이나와의 연결은 거의 존재하지 않았다.
2018년 11월 26일, 우크라이나 의원들은 하루 전 크림반도 근처에서 러시아가 우크라이나 해군 함선을 공격하고 나포한 데 대응하여 우크라이나 해안 지역과 러시아 국경 지역에 계엄령을 부과하는 조치를 압도적으로 지지했다. 키이우에서는 총 276명의 의원들이 이 조치를 지지했으며, 이 조치는 11월 28일에 발효되어 12월 26일에 종료되었다.
2018년 12월 28일, 러시아는 크림반도와 우크라이나 사이의 사실상의 국경을 표시하는 첨단 보안 울타리 건설을 완료했다.
2021년 우크라이나는 크림 주민의 권리를 보호하고 궁극적으로 크림반도 합병을 되돌리기 위한 외교적 이니셔티브인 크림 플랫폼을 출범했다.

## 전환과 여파

### 경제적 영향
합병 초기에는 특히 공무원의 급여가 인상되었다. 그러나 이는 루블화 평가절하로 인한 물가 상승으로 곧 상쇄되었다. 러시아 당국의 통치가 확립된 후 임금은 30%에서 70%까지 삭감되었다. 이전에 크림의 주요 산업이었던 관광업은 특히 큰 타격을 입어 2015년에는 2014년에 비해 50% 감소했다. 크림의 농업 수확량도 합병으로 인해 상당한 영향을 받았다. 우크라이나는 크림의 담수 85%를 공급하는 북크림 운하를 통한 물 공급을 중단했고,틀:Failed verification span 이로 인해 2014년 쌀 작황이 실패했으며, 옥수수와 콩 작황에도 큰 피해를 입었다. 합병은 우크라이나에서 일하는 러시아인과 러시아에서 일하는 우크라이나인에게 부정적인 영향을 미쳤다.
2014년 시즌 크림을 방문한 관광객 수는 "서방 제재", 우크라이나인들의 윤리적 반대, 러시아인들의 접근성 문제 등이 복합적으로 작용하여 이전 해보다 감소했다. 러시아 정부는 러시아 전역의 어린이와 공무원들을 위한 크림반도 휴가를 보조금으로 지원함으로써 관광객 유입을 촉진하려 시도했다. 이는 주로 국영 호텔에 효과가 있었다. 2015년 공식 자료에 따르면 크림을 방문한 관광객은 총 300만 명이었는데, 합병 전에는 평균 550만 명 정도였다. 이러한 감소는 주로 우크라이나からの 관광객 유입이 중단된 데 기인한다. 호텔과 레스토랑 또한 이전 해에는 대부분 우크라이나에서 온 계절 노동자들을 충분히 구하지 못하는 문제에 직면했다. 국영 호텔을 방문한 관광객들은 대부분 방과 시설의 낮은 수준에 대해 불평했는데, 일부는 여전히 소련 시대부터 보수되지 않은 상태였다.
독일 신문 디 벨트에 따르면, 크림반도 합병은 러시아 연방에 경제적으로 불리하다. 러시아는 급여와 연금을 지불하는 데 연간 수십억 유로를 지출해야 할 것이다. 더욱이, 크림반도는 러시아와 육로로 연결되어 있지 않고 현재 (2014년) 본토 우크라이나에서 물, 가스, 전기를 공급받고 있기 때문에 러시아는 크림반도를 러시아의 물 공급 및 전력 시스템에 연결하기 위한 비용이 많이 드는 프로젝트를 수행해야 할 것이다. 이를 위해 다리와 케르치 해협을 가로지르는 파이프라인을 건설해야 했다. 또한, 노비니테는 우크라이나 전문가가 디 벨트에 크림반도가 "관광객을 유치할 수 없을 것"이라고 말했다고 주장한다.
당시 러시아 재정부 타티야나 네스테렌코 차관은 크림반도 합병 결정이 러시아 재정부와 상의 없이 블라디미르 푸틴이 단독으로 내린 것이라고 말했다.
러시아 경제 신문 콤메르산트는 러시아가 산업적으로 발달하지 않아 대규모 공장이 몇 개뿐이고 연간 총생산이 40억 달러에 불과한 크림을 "병합"함으로써 경제적으로 얻을 것이 없을 것이라는 의견을 표명했다. 이 신문은 또한 러시아에서 모든 것이 해상으로 운송되어야 하며, 운송 비용이 증가하면 모든 물품 가격이 상승할 것이고, 생활 수준 하락을 피하기 위해 러시아는 몇 달 동안 크림 주민들에게 보조금을 지급해야 할 것이라고 전했다. 총체적으로 콤메르산트는 크림을 러시아에 통합하는 데 향후 10년 동안 300억 달러, 즉 연간 30억 달러의 비용이 들 것으로 추산했다.
서방 석유 전문가들은 러시아의 크림반도 점령과 그에 따른 육지 면적의 3배가 넘는 흑해 지역 통제로 인해 잠재적으로 수조 달러에 달하는 석유 및 가스 매장량에 접근할 수 있게 되었다고 추정한다. 이는 또한 우크라이나의 에너지 독립 기회를 박탈한다. 모스크바의 인수는 사우스스트림 파이프라인 건설 경로를 변경하여 러시아의 돈, 시간, 기술적 어려움을 절약할 수 있게 할 수 있다. 또한 원래 경로에서 우크라이나 영토를 피하기 위해 필요했던 튀르키예 영해 내 건설을 피할 수 있게 할 수도 있다. 그러나 이 파이프라인은 나중에 터키스트림으로 대체되었다.

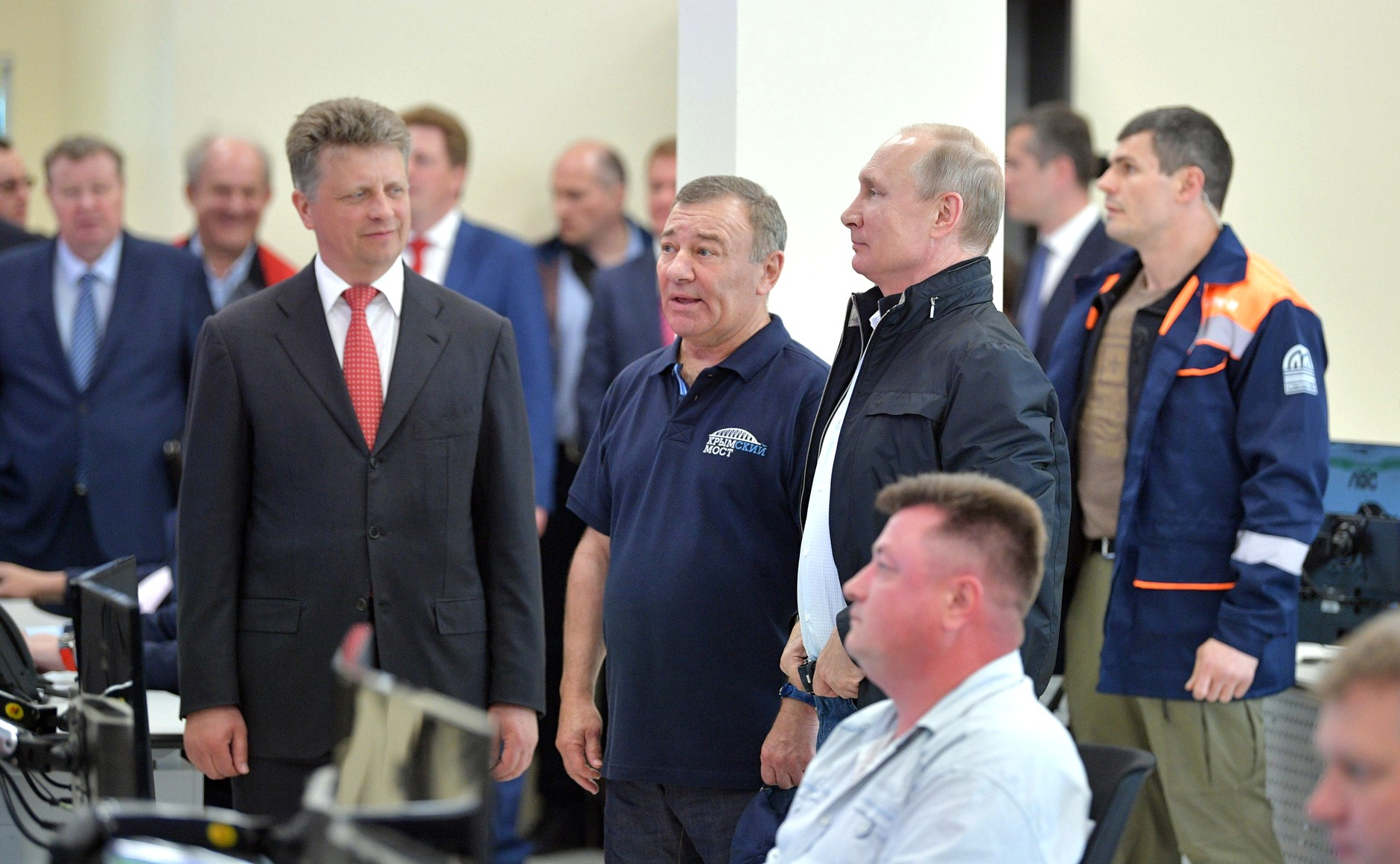
블라디미르 푸틴과 그의 친한 측근인 아르카디 로텐베르크가 2018년 5월 크림 대교 개통을 앞두고 있다.

러시아 연방 통신 서비스 (로스콤나조르)는 러시아 사업자들이 번호 체계를 변경해야 하고 가입자들도 변경해야 하므로 전환 기간이 있을 것이라고 경고했다. 국가 코드는 +380에서 +7로 바뀔 것이다. 크림의 코드는 65로 시작하지만, "7" 지역에서는 6이 이전 소련 +7을 러시아와 공유하는 카자흐스탄에 할당되어 있으므로 도시 코드를 변경해야 한다. 규제 당국은 세바스토폴에 869 국번을 할당했으며, 반도 나머지 지역에는 365 코드를 부여했다. 러시아와의 통일 당시 크림반도와 세바스토폴의 전화 통신사와 인터넷 서비스 제공업체는 우크라이나 영토를 통해 외부 세계와 연결되어 있었다. 러시아 통신부 장관 니콜라이 니키포로프는 자신의 트위터 계정을 통해 크림의 우편번호가 이제 여섯 자리 숫자가 될 것이며, 기존 다섯 자리 숫자 앞에 숫자 2가 추가될 것이라고 발표했다. 예를 들어, 심페로폴의 우편번호 95000은 295000이 될 것이다.
현재 크림반도와 우크라이나 국경을 이루는 지역에서는 자연 국경을 이루는 바다에서 염호의 입구를 채굴하고, 남은 육지에는 양쪽에 철조망이 있는 무인지대가 조성되었다. 그해 6월 초 총리 드미트리 메드베데프는 2014년 6월 5일자 정부 결의 No.961에 서명하여 공항, 항만, 도로, 철도 검문소를 설치했다. 채택된 결정은 크림 공화국과 세바스토폴의 러시아 국경에 검문소 시스템이 기능할 수 있는 법적 기반을 마련한다.틀:Third-party inline
합병 다음 해, 무장 괴한들은 은행, 호텔, 조선소, 농장, 주유소, 베이커리, 유제품 공장, 얄타 영화 스튜디오를 포함한 다양한 크림반도 기업들을 장악했다. 러시아 언론은 이러한 추세를 러시아의 무정부 상태와 갱단 통치 시대로 인식되는 "90년대 회귀"라고 언급했다.
2014년 이후 러시아 정부는 반도의 인프라에 막대한 투자를 했다. 도로를 보수하고, 병원을 현대화했으며, 반도를 러시아 본토와 연결하는 크림 대교를 건설했다. 폐쇄된 우크라이나水源을 대체하기 위해 새로운 수원 개발도 엄청난 어려움 속에서 이루어졌다. 2015년 러시아 수사위원회는 크림 인프라 프로젝트에서 수많은 절도 및 부패 사건을 발표했다. 예를 들어, 실제 계상된 비용의 3배를 초과하는 지출이 있었다. 연방 세무 조사 책임자를 포함한 여러 러시아 공무원도 부패 혐의로 체포되었다.
(2016년 2월 공식 우크라이나 수치에 따르면) 러시아 합병 후 우크라이나 보안국 인력의 10%가 크림을 떠났고, 합병 전 20,300명이었던 우크라이나군 중 6,000명이 동반했다.
크림반도의 논란이 되는 정치적 지위의 결과로, 러시아 이동통신사들은 크림반도로 사업을 확장하지 않았으며 모든 이동통신 서비스는 "내부 로밍"을 기반으로 제공되어 러시아 내에서 상당한 논란을 불러일으켰다. 그러나 통신사들은 크림반도로 서비스 범위를 확장하면 서방 제재를 받을 위험이 있으며, 그 결과 국내에서 생산되지 않는 주요 장비와 소프트웨어에 대한 접근을 잃게 될 것이라고 주장했다.
크림반도 점령 후 5년간 러시아는 200억 달러 이상을 지출했으며, 이는 러시아 전체 교육 예산의 2년치에 해당한다.

### 인권 상황
유엔과 다수의 비정부 기구에 따르면, 러시아는 불법 합병 이후 크림반도에서 고문, 임의 구금, 강제 실종 및 크림 타타르인 박해를 포함한 차별 사례 등 다양한 인권 침해에 대한 책임이 있다. 유엔 인권 사무소는 크림반도에서 여러 인권 침해 사례를 문서화했다. 특히 소수 민족인 크림 타타르족이 불균형적으로 영향을 받았다고 지적했다. 2016년 12월, 유엔 총회는 점령된 크림반도의 인권에 관한 결의안에 투표했다. 결의안은 러시아 연방에 "크림 주민에 대한 모든 학대, 특히 보고된 차별적 조치와 관행, 임의 구금, 고문 및 기타 잔인하고 비인간적이거나 굴욕적인 대우를 즉시 중단하고 모든 차별적인 법률을 폐지하는 데 필요한 모든 조치를 취할 것"을 촉구했다. 또한 러시아에 "불법적으로 구금되었고 기본적인 정의 기준을 무시한 채 재판받은 우크라이나 시민을 즉시 석방할 것"을 촉구했다.
합병 후, 러시아 당국은 크림 타타르 조직들을 금지하고, 타타르 지도자들과 언론인들에게 형사 고발을 했으며, 타타르 인구를 표적으로 삼았다. 애틀랜틱 카운슬은 이를 집단 처벌의 관행이자 국제 인도법과 제네바 협약에 의해 금지된 전쟁 범죄라고 묘사했다.
2014년 3월, 휴먼 라이츠 워치는 친우크라이나 활동가들과 언론인들이 "자위대"에 의해 공격당하고 납치당했으며 고문을 받았다고 보고했다. 일부 크림 주민들은 아무런 설명 없이 "실종"되었다.
2014년 5월 9일, 2013년 12월에 통과된 새로운 "반극단주의" 개정안인 러시아 연방형법이 발효되었다. 형법 제280.1조는 러시아 연방의 영토 보전 위협 선동{{ref name="UKRF280-1">Федеральный закон от 28 December 2013 N 433-ФЗ "О внесении изменения в Уголовный кодекс Российской Федерации" (러시아어) [Federal Law of 28 December 2013 No. 433-FZ "On Amendments to the Criminal Code of the Russian Federation"]</ref> (러시아로부터 크림반도 분리 요구 포함)를 30만 루블 벌금 또는 3년 이하의 징역에 처할 수 있는 러시아의 범죄로 지정했다. 이러한 진술이 대중 매체나 인터넷에서 이루어지는 경우, 처벌은 480시간 이하의 의무 노역 또는 5년 이하의 징역이 될 수 있다.
러시아 정부가 운영하는 러시아 시민 사회 및 인권 위원회 웹사이트에 공개된 보고서에 따르면, 러시아 통치에 반대했던 타타르인들은 박해를 받았고, 언론의 자유를 제한하는 러시아 법이 시행되었으며, 새로운 러시아 당국은 반도 내 키이우 총대주교 정교회를 "청산"했다. 크림 타타르 텔레비전 방송국도 러시아 당국에 의해 폐쇄되었다.
5월 16일, 새로운 러시아 크림 당국은 1944년 스탈린의 크림 타타르인 강제이주 기념행사에 대해 "극단주의자들의 도발 가능성"을 이유로 매년 열리던 행사를 금지했다. 이전에는 크림반도가 우크라이나의 통제를 받을 때 매년 이 기념행사가 열렸다. 러시아가 임명한 크림 당국은 또한 인권 운동가, 소련 반체제 인사, 우크라이나 의회 의원, 크림 타타르인의 메질리스 전 의장인 무스타파 제밀레프의 크림반도 입국을 금지했다. 게다가, 메질리스는 러시아 연방보안국 (FSB) 요원들이 같은 주에 "테러 활동 의심"을 구실로 타타르 가정을 습격했다고 보도했다. 타타르 공동체는 결국 금지령에도 불구하고 기념 집회를 열었다. 이에 대응하여 러시아 당국은 헬리콥터를 집회 상공에 띄워 집회를 방해하려 했다.
2015년 5월, 현지 활동가 알렉산더 코스텐코는 교도소에서 4년형을 선고받았다. 그의 변호사 드미트리 소트니코프는 이 사건이 조작되었고 그의 의뢰인이 구타당하고 굶주렸다고 말했다. 크림 검사 나탈리야 포클론스카야는 코스텐코가 마이단 시위 중에 나치 제스처를 취했다고 비난하며, 그들이 "단순히 [코스텐코]가 아니라 다시 고개를 들려고 하는 파시즘과 나치즘이라는 바로 그 사상을" 심판하고 있다고 말했다. 소트니코프는 "러시아에는 조작된 사건들이 있지만, 그러한 굴욕과 신체적 해를 입히는 경우는 드물다. 살아있는 사람이 정치적 사상 때문에 고통받고 있으며, 파시즘에 대한 승리를 자랑하기 위해서이다"라고 응수했다. 2015년 6월, 라좀은 크림반도에서의 인권 침해를 정리한 보고서를 발표했다. 유럽 평의회는 2016년 연례 보고서에서 러시아가 감시단 진입을 허용하지 않았기 때문에 크림반도 인권 침해에 대해 언급하지 않았다.
2016년 2월, 크림 출신의 인권 운동가 에미르 우세인 쿠쿠는 이슬람 조직 히즈브 우트 타흐리르에 소속되었다는 혐의로 체포되었으나, 그는 이 조직과 아무 관련이 없다고 부인했다. 국제앰네스티는 그의 즉각적인 석방을 요구했다.
2014년 5월 24일, 전 바흐치사라이 시의회 의원이자 세계 크림 타타르인 회의 회원이었던 에르빈 이브라기모프가 실종되었다. 인근 상점의 CCTV 영상은 이브라기모프가 한 무리의 남자들에게 멈춰 세워졌고, 그 남자들과 잠시 대화한 후 그들의 밴에 강제로 태워지는 모습을 담고 있다. 하르키우 인권 보호 그룹에 따르면, 러시아 당국은 이브라기모프의 실종에 대한 조사를 거부하고 있다.
2018년 5월 서버 무스타파예프, 인권 운동 크림 연대의 설립자이자 코디네이터는 러시아 당국에 의해 투옥되었고 "테러 조직 가입" 혐의로 기소되었다. 국제앰네스티와 프론트라인 디펜더스는 그의 즉각적인 석방을 요구했다.
2018년 6월 12일, 우크라이나는 점령된 크림반도에서 러시아 당국의 인종 차별과 돈바스에서 러시아 연방의 테러 자금 지원에 대한 증거를 담은 약 90kg에 달하는 17,500페이지 분량의 29권의 비망록을 유엔 국제사법재판소에 제출했다.
2015년에서 2019년 사이에 크림반도에 거주하는 134,000명 이상이 우크라이나 여권을 신청하여 발급받았다.

### 크림반도 대중의 의견
러시아 점령 이전에 러시아 합류 지지율은 2011년 33%에서 2013년 여론조사에서 23%로 하락했다. 미국 정부 기관인 미국 국제방송처와 여론 조사 기관인 갤럽이 2014년 4월에 공동 설문 조사를 실시했다. 이 설문 조사는 크림반도 주민 500명을 대상으로 했다. 설문 조사 결과, 응답자의 82.8%가 크림반도 지위 주민투표 결과가 크림반도 주민 대부분의 의견을 반영한다고 믿었으며, 6.7%는 그렇지 않다고 답했다. 응답자의 73.9%는 합병이 그들의 삶에 긍정적인 영향을 미칠 것이라고 생각했으며, 5.5%는 그렇지 않을 것이라고 답했다. 13.6%는 모르겠다고 답했다.
2014년 5월 8일 발표된 퓨 연구센터의 종합 여론조사는 합병에 대한 지역 의견을 조사했다. 크림반도 지위에 대한 3월 16일 주민투표에 대한 국제적인 비판에도 불구하고, 크림반도 주민의 91%는 투표가 자유롭고 공정하다고 생각했고, 88%는 우크라이나 정부가 결과를 인정해야 한다고 답했다.
2019년 러시아 기업 FOM이 실시한 설문조사에서, 조사에 참여한 크림반도 주민의 72%가 합병 이후 삶이 나아졌다고 답했다. 동시에 본토에 거주하는 러시아인 중 39%만이 합병이 국가 전체에 이익이 되었다고 답했는데, 이는 2015년 67%에서 크게 감소한 수치이다.
러시아 정부는 합병이 합법적이라는 (즉, 해당 영토 주민의 지지를 받았다는) 주장을 뒷받침하기 위해 적극적으로 지역 여론 조사를 인용했지만, 일부 저자들은 러시아 통치 하의 "억압적인 정치 환경"에서 수행된 정체성과 합병 지지에 대한 설문 조사를 사용하는 것에 대해 경고했다.

## 우크라이나의 반응
3월에 합병 조약이 체결된 직후, 우크라이나 외무부는 러시아의 크림 공화국 승인과 그에 따른 합병에 항의하는 구상서를 전달하기 위해 우크라이나 주재 러시아 임시 대사를 소환했다. 이틀 후, 최고 라다는 조약을 비난하며 러시아의 행동을 "국제법의 중대한 위반"이라고 비판했다. 라다는 국제 사회에 "소위 크림 공화국"이나 크림과 세바스토폴의 러시아의 새로운 연방 주체로서의 합병을 인정하지 말 것을 촉구했다.
2014년 4월 15일, 최고 라다는 크림 자치 공화국과 세바스토폴을 러시아군의 "일시적인 점령" 하에 있다고 선언하고 크림을 방문하는 우크라이나인들에게 여행 제한을 부과했다. 이 지역들은 또한 우크라이나 법에 따라 "우크라이나의 양도 불가능한 부분"으로 간주되었다. 특히 라다가 승인한 특별법은 외국 시민의 크림반도 출입을 제한하고 특정 유형의 기업 활동을 금지했다. 이 법은 또한 우크라이나 법을 위반하여 형성된 정부 기관의 활동을 금지하고 그들의 행위를 무효로 지정했다.
우크라이나 당국은 전년도 물 공급에 대한 막대한 부채로 인해 북크림 운하를 통해 크림반도로 유입되는 물의 양을 크게 줄여, 관개에 크게 의존하는 반도의 농업 작물 생존 가능성을 위협했다.
우크라이나 TV 및 라디오 방송국 국가 위원회는 2014년 3월 11일 모든 케이블 사업자에게 러시아 1, 러시아 제1채널, NTV를 포함한 주요 국영 방송의 국제 버전과 뉴스 채널 러시아 24를 포함한 여러 러시아 채널의 송출을 중단하도록 지시했다.
2014년 3월, 활동가들은 고객들에게 러시아 제품을 사지 말고 러시아 주유소, 은행, 콘서트를 보이콧하도록 촉구하기 위해 슈퍼마켓에서 플래시 몹을 조직하기 시작했다. 2014년 4월, 키이우, 르비우, 오데사의 일부 영화관은 러시아 영화를 외면하기 시작했다.
2014년 12월 2일, 우크라이나는 정보정책부를 창설했으며, 초대 정보부 장관인 유리 스테츠에 따르면, 그 목표 중 하나는 "러시아 정보 침략"에 대응하는 것이었다.
2014년 12월, 우크라이나는 크림반도로 가는 모든 기차 및 버스 서비스를 중단했다.
2015년 9월 16일, 우크라이나 의회는 2014년 2월 20일을 크림반도의 러시아 임시 점령 공식 일자로 지정하는 법률을 통과시켰다. 2015년 10월 7일, 우크라이나의 대통령은 이 법률에 서명하여 발효시켰다.
임시 점령 지역 및 국내실향민부는 2016년 4월 20일 우크라이나 정부에 의해 2014년 러시아 군사 개입으로 영향을 받은 도네츠크주, 루한스크주, 크림반도 지역의 점령된 부분을 관리하기 위해 설립되었다. 2015년까지 러시아 점령 크림반도를 탈출한 우크라이나 등록 국내실향민 수는 5만 명이었다.

## 러시아의 반응
2014년 2월 24일 국영 러시아 여론 조사 연구 센터가 발표한 여론 조사에서, "러시아는 우크라이나에서 합법적으로 선출된 당국의 전복에 대응해야 하는가?"라는 질문에 '그렇다'고 답한 러시아인은 15%에 불과했다.
레오니트 슬루츠키가 이끄는 독립국가연합 문제에 대한 국가두마 위원회는 2014년 2월 25일 심페로폴을 방문하여 다음과 같이 말했다. "크림 자치국의 의회나 주민들이 러시아 연방에 가입하기를 원한다면, 러시아는 이러한 종류의 신청을 고려할 준비가 되어 있을 것입니다. 우리는 상황을 검토하고 신속하게 조치할 것입니다." 그들은 또한 크림 지역이 러시아 연방에 가입하는 국민투표가 있을 경우, 그 결과를 "매우 신속하게" 고려할 것이라고 밝혔다. 나중에 슬루츠키는 크림반도 언론에 의해 오해를 받았으며, 크림반도 주민들의 러시아 시민권 취득 절차 간소화에 대한 결정은 아직 내려지지 않았다고 발표했다. 그는 또한 "동료 러시아 시민들이 위험에 처하면, 우리가 가만히 있지 않을 것임을 이해할 것"이라고 덧붙였다. 2월 25일, 그는 크림반도 정치인들과의 회담에서 빅토르 야누코비치가 여전히 우크라이나의 합법적인 대통령이라고 밝혔다. 같은 날, 러시아 두마는 "러시아 세계에서 벗어나고 싶지 않은" 러시아계 우크라이나인들이 러시아 시민권을 취득할 수 있도록 하는 조치를 결정하고 있다고 발표했다.
2월 26일, 러시아 대통령 블라디미르 푸틴은 러시아 연방군에 "서부군관구 및 중부군관구 제2군 사령부 소속 항공우주 방어, 공수 부대, 장거리 군사 수송 부대를 경계 태세에 둘 것"을 명령했다. 언론에서는 이를 우크라이나 사태에 대한 반응으로 추측했지만, 러시아 국방부 장관 세르게이 쇼이구는 우크라이나의 불안과는 별개의 이유라고 말했다. 2014년 2월 27일, 러시아 정부는 흑해 함대에 관한 기본 협정을 위반했다는 비난을 부인했다: "모든 장갑차 이동은 기본 협정을 완전히 준수했으며 어떤 승인도 필요하지 않았다."
2월 27일, 러시아 정부 기관은 새로운 시민권 부여 법안을 제출했다.
러시아 외무부는 서방, 특히 NATO에 "도발적인 발언을 자제하고 우크라이나의 중립적 지위를 존중할 것"을 촉구했다. 성명에서 외무부는 2월 21일 체결되었고 독일, 폴란드, 프랑스 외무장관들이 참관한 위기 해결 협정이 현재까지 이행되지 않고 있다고 주장한다. (러시아의 블라디미르 루킨은 서명하지 않았다).
2월 28일, 타스에 따르면 러시아 교통부는 크림 대교 프로젝트와 관련하여 우크라이나와의 추가 협상을 중단했다. 그러나 3월 3일, 당시 러시아 총리 드미트리 메드베데프는 법령에 서명하여 러시아 고속도로 공사(Avtodor)의 자회사를 설립하여 케르치 해협을 따라 위치가 지정되지 않은 다리를 건설하도록 했다.
러시아 소셜 네트워크에서는 러시아군에 복무했던 자원봉사자들을 우크라이나로 보내기 위한 움직임이 있었다. 많은 정치 연구자들은 합병 이후 러시아에서 "크림 합의"라는 사회적 시기가 시작되었으며, 이 기간 동안 "깃발을 흔드는 효과"가 인구에서 관찰되었다고 본다.
2월 28일, 푸틴 대통령은 주요 EU 정상들과의 전화 통화에서 "폭력의 추가적인 확대와 우크라이나 상황의 신속한 정상화를 허용하지 않는 것이 매우 중요하다"고 말했다. 이미 2월 19일 러시아 외무부는 유로마이단 혁명을 "갈색 혁명"이라고 언급했다.
모스크바에서는 3월 2일, 약 2만 7천 명이 러시아 정부의 우크라이나 개입 결정 지지 시위를 벌였다. 이 시위는 러시아 국영 TV에서 상당한 주목을 받았으며 정부의 공식 승인을 받았다.
한편, 3월 1일 우크라이나 침공에 반대하는 연방 의회 건물 옆에서 피켓 시위를 벌이던 5명이 체포되었다. 다음 날 약 200명이 모스크바 러시아 국방부 건물에서 러시아군의 군사 개입에 반대하는 시위를 벌였다. 약 500명도 모스크바 마네즈나야 광장에 모여 시위를 벌였고, 같은 수의 사람들이 상트페테르부르크 성 이사악 광장에 모였다. 3월 2일, 약 11명의 시위대가 예카테린부르크에서 러시아의 개입에 반대하는 시위를 벌였고, 일부는 우크라이나 국기로 몸을 감쌌다. 같은 날 첼랴빈스크에서도 시위가 열렸다. 군사 개입에 대한 반대는 록 음악가 안드레이 마카레비치에 의해서도 표명되었는데, 그는 특히 "우크라이나와 전쟁을 원하십니까? 압하지아와 같지 않을 것입니다: 마이단의 사람들은 단련되었고 무엇을 위해 싸우는지 압니다. 그들의 나라, 그들의 독립을 위해서입니다. ... 우리는 그들과 함께 살아야 합니다. 여전히 이웃처럼. 그리고 가능하다면 친구로. 하지만 그들이 어떻게 살고 싶은지는 그들에게 달려 있습니다."라고 썼다. 국립 모스크바 국제 관계 대학교 철학과 교수인 안드레이 주보프는 러시아의 군사 개입을 비판하는 베도모스티 기사 때문에 해고되었다.
3월 2일, 한 모스크바 주민은 "전쟁을 멈춰라"라는 플래카드를 들고 러시아 개입에 반대하는 시위를 벌였지만, 즉시 행인들에게 괴롭힘을 당했다. 경찰은 그를 체포했다. 한 여성은 그가 아이를 때렸다는 날조된 혐의를 제기했지만, 피해자가 없고 명백히 거짓이어서 경찰은 그녀의 주장을 무시했다. 러시아의 크림반도 행동을 1938년 안슐루스에 비유한 국립 모스크바 국제 관계 대학교 교수 안드레이 주보프는 협박을 받았다. 친크렘린 공정 러시아 ― 애국자 ― 진실을 위하여 당의 지도자인 알렉산더 추예프도 러시아의 우크라이나 개입에 반대했다. 러시아의 인기 작가 보리스 아쿠닌은 러시아의 움직임이 정치적, 경제적 고립으로 이어질 것이라고 예측했다.
러시아 여론 조사 연구 센터가 3월 19일 발표한 여론 조사에 따르면, 위기 발생 이후 푸틴 대통령의 러시아 국민 지지율은 거의 10% 증가하여 71.6%에 달하며 3년 만에 최고치를 기록했다. 또한 같은 여론 조사에서는 러시아인의 90% 이상이 크림 공화국과의 통일을 지지하는 것으로 나타났다. 미국 정치 과학 검토의 2021년 연구에 따르면, "러시아가 크림반도를 합병한 후 푸틴을 지지한 사람들 중 4분의 3은 적어도 어떤 형태의 속임수에 가담했으며, 이러한 지지는 사회적으로 바람직하다는 인식이 텔레비전과 소셜 미디어 모두에서 확산되면서 급속도로 전개되었다"고 한다.
3월 4일, 노보오가료보에서 열린 기자회견에서 푸틴 대통령은 우크라이나에서 혁명이 일어난다면 러시아가 어떠한 조약도 맺지 않은 새로운 국가가 될 것이라는 견해를 밝혔다. 그는 혁명으로 러시아 제국이 무너지고 새로운 국가가 탄생한 1917년 러시아 사건을 비유로 들었다. 그러나 그는 우크라이나가 여전히 빚을 갚아야 한다고 말했다.
러시아 정치인들은 이미 러시아에 143,000명의 우크라이나 난민이 있다고 추정했다. 우크라이나 외무부는 러시아의 난민 증가 주장을 반박했다. 2014년 3월 4일 브리핑에서 우크라이나 외무부 정보 정책 국장 예우헨 페레비니스는 러시아가 자국민과 전체 국제 사회를 오도하여 크림반도에서의 자국 행동을 정당화하고 있다고 말했다.
3월 5일, 러시아 통제 TV 채널 RT 아메리카의 앵커 애비 마틴은 자신의 고용주의 군사 개입에 대한 편향된 보도를 비판했다. 또한 2014년 3월 5일, RT 아메리카의 워싱턴 D.C. 지국 소속 앵커 리즈 발은 방송 중 사임하면서, 자신이 "푸틴의 행동을 미화하는 네트워크의 일부가 될 수 없다"고 설명했으며, 자신의 헝가리 혈통과 헝가리 봉기에 대한 소련의 탄압의 기억을 자신의 결정 요인으로 언급했다.
3월 초, 레닌그라드 포위전 생존자인 75세의 이고르 안드레예프는 크림반도 러시아 개입에 반대하는 반전 집회에 참석하여 "세계에 평화를"이라는 피켓을 들고 있었다. 진압 경찰은 그를 체포했고, 지역 친정부 변호사는 그가 "파시즘" 지지자라고 비난했다. 월 6,500루블의 연금으로 생활하던 이 노인은 10,000루블의 벌금을 부과받았다.
저명한 반체제 인사 미하일 호도르콥스키는 크림반도가 더 넓은 자치권을 가지고 우크라이나 내에 머물러야 한다고 말했다.
러시아 연방 내의 볼가 타타르인이 거주하는 공화국인 타타르스탄 공화국은 타타르스탄이 석유가 풍부하고 경제적으로 성공적인 러시아 공화국이므로 러시아에 의한 타타르인 처우에 대한 우려를 완화하려고 노력했다. 3월 5일, 타타르스탄 공화국 대통령 루스탐 민니하노프는 타타르스탄과 악쇼노프 정부 간의 협력 협정에 서명했으며, 이는 10개 정부 기관 간의 협력과 타타르스탄 기업의 크림반도에 대한 상당한 재정 지원을 의미했다. 3월 11일, 민니하노프는 두 번째 크림반도 방문 중이었으며 3월 16일 주민투표를 앞둔 주권 선언에 대한 크림반도 의회 투표에 손님으로 참석했다. 타타르스탄의 무프티 카밀 사미굴린은 크림 타타르인들을 카잔의 마드라사에서 공부하도록 초대했으며, 그들의 "신앙과 피를 나눈 형제들"에 대한 지지를 선언했다. 크림 타타르 마지리스의 전 지도자 무스타파 제밀레프는 러시아군으로 의심되는 세력이 크림반도를 떠나야 한다고 믿었으며, 유엔 안전 보장 이사회에 이 지역에 평화 유지군을 파견할 것을 요청했다.
3월 15일, 모스크바에서는 수천 명의 시위대 (공식 소식통은 3천 명, 야당은 최대 5만 명 주장)가 러시아의 우크라이나 개입에 반대하는 행진을 벌였으며, 많은 이들이 우크라이나 국기를 흔들었다. 동시에 거리 건너편에서는 친정부 (및 친국민투표) 집회가 열렸으며, 이 또한 수천 명 (공식적으로는 2만 7천 명, 야당은 약 1만 명 주장)이 참가했다.
2015년 2월, 러시아의 주요 독립 신문인 노바야 가제타는 콘스탄틴 말로페예프를 비롯한 여러 사람이 작성한 문서를 입수했다고 보도했다. 이 문서들은 빅토르 야누코비치 퇴출과 우크라이나 분열이 예상되는 상황에서 러시아 정부의 전략을 제시했다. 문서에는 크림반도와 우크라이나 동부 지역 합병 계획이 자세히 설명되어 있으며, 야누코비치 퇴출 후 실제로 발생한 사건들과 거의 일치한다. 또한 이 문서에는 러시아의 행동을 정당화하려는 홍보 캠페인 계획도 언급되어 있다.
2015년 6월, 미하일 카시야노프는 크림반도 합병에 대한 모든 러시아 두마의 결정은 국제법적 관점에서 불법이며, 합병은 우크라이나 내 러시아 국민에 대한 차별이라는 거짓 비난에 의해 유발되었다고 말했다.
2019년 1월 현재, 아르카디 로텐베르크는 자신의 스트로이가즈몬타즈와 크림 대교 건설 회사들을 통해, 니콜라이 샤말로프와 유리 코발축은 그들의 로시야 은행을 통해 러시아의 크림반도 개발에 가장 중요한 투자자가 되었다.

## 국제적 반응
합병에 대한 국제적 반응은 다양했다. 2014년 3월, 유엔 총회는 193개국 총회에서 찬성 100표, 반대 11표, 기권 58표로 크림반도에서 러시아가 후원한 주민투표를 무효로 선언하는 구속력 없는 결의안을 통과시켰다. 리투아니아 대통령의 지지를 받아, 미국 정부는 우크라이나의 주권을 침해하거나 침해에 협력했다고 판단되는 인물에 대해 제재를 가했다. 유럽 연합은 러시아와의 경제 및 비자 관련 회담을 중단했으며, 자산 동결을 포함한 러시아에 대한 더 강력한 제재를 곧 고려하고 있다. 한편 일본은 군사, 우주, 투자, 비자 요건 관련 회담 중단을 포함하는 제재를 발표했다. 영국은 크림반도 국민투표를 "우스꽝스럽고", "불법적이며", "불법적인" 것으로 규정했다.
우크라이나와 다른 국가들은 러시아가 우크라이나의 영토 보전을 보장하는 여러 조약을 체결했다고 주장한다. 여기에는 독립국가연합을 설립한 1991년 벨라베자 조약, 1975년 헬싱키 협정, 1994년 부다페스트 안전 보장 각서 그리고 1997년 러시아-우크라이나 우호 협력 파트너십 조약이 포함된다.
유럽 연합 집행위원회는 2014년 3월 11일 1년 이내에 우크라이나와 완전한 자유 무역 협정을 체결하기로 결정했다. 3월 12일, 유럽 의회는 다가오는 크림반도 독립 주민투표를 조작되었고 국제법 및 우크라이나 법에 위배된다고 보고 거부했다. 선진 7개국 그룹(G8에서 러시아를 제외한)은 러시아를 규탄하는 공동 성명을 발표하고 6월 소치에서 예정된 G8 정상회의 준비를 중단할 것이라고 발표했다. NATO는 크림반도에서의 러시아 군사력 증강을 국제법 위반으로 규탄했으며 유럽 평의회는 우크라이나의 영토 보전과 국가 통일에 대한 전적인 지지를 표명했다. 비셰그라드 그룹은 러시아에게 우크라이나의 영토 보전을 존중하고, 우크라이나는 소수 민족 집단을 고려하여 취약한 관계를 더 이상 깨뜨리지 말 것을 촉구하는 공동 성명을 발표했다. 또한 러시아가 우크라이나 및 국제법, 그리고 1994년 부다페스트 안전 보장 각서 조항을 준수할 것을 촉구했다.
중국은 "우리는 우크라이나의 독립, 주권, 영토 보전을 존중한다"고 말했다. 대변인은 다른 국가의 내정 불간섭에 대한 중국의 믿음을 재차 강조하며 대화를 촉구했다.
인도 정부는 상황의 평화적 해결을 촉구했다. 시리아와 베네수엘라 모두 러시아의 군사 행동을 공개적으로 지지한다. 시리아 대통령 바샤르 알아사드는 푸틴의 "우크라이나라는 우방국의 안보와 안정을 회복하려는 노력"을 지지한다고 말했으며, 베네수엘라 대통령 니콜라스 마두로는 우크라이나의 "극단 민족주의적" 쿠데타를 비난했다. 스리랑카는 야누코비치의 해임을 위헌적인 것으로 보았고 크림반도에서 러시아의 우려를 정당하다고 간주했다.
폴란드 총리 도날트 투스크는 독일의 러시아 가스 의존도가 유럽에 위험을 초래하므로 EU 에너지 정책의 변화를 촉구했다.
2014년 3월 13일, 독일 총리 앙겔라 메르켈은 러시아 정부에 우크라이나에 대한 태도를 바꾸지 않으면 러시아가 경제적, 정치적으로 막대한 피해를 입을 것이라고 경고했다. 하지만 독일과 러시아 간의 긴밀한 경제적 유대 관계는 제재의 범위를 크게 줄인다.
러시아가 크림반도를 공식적으로 통합하기 시작하자, 일부는 러시아가 다른 지역에서도 같은 일을 할까 봐 걱정했다. 미국 부국가안보보좌관 토니 블링컨은 우크라이나 동부 국경에 집결된 러시아군이 우크라이나 동부 지역으로 진입을 준비하고 있을 수 있다고 말했다. 러시아 관리들은 러시아군이 다른 지역에 진입하지 않을 것이라고 밝혔다. 미 공군 대장 필립 M. 브리들러브, NATO 유럽 연합군 최고사령관은 같은 군대가 분리주의 러시아어권 몰도바 지방인 트란스니스트리아를 장악할 위치에 있다고 경고했다. 몰도바 대통령 니콜라에 티모프티는 러시아에게 국제적 지위를 더 이상 훼손하지 않기 위해 이러한 시도를 하지 말 것을 경고했다.
4월 9일, 유럽 평의회 의원회는 러시아의 투표권을 박탈했다.
8월 14일, 블라디미르 푸틴은 크림반도 방문 중 크림반도 이상으로 진격하는 것을 배제했다. 그는 우크라이나 분쟁을 종식시키기 위해 할 수 있는 모든 것을 다하겠다고 약속하며, 러시아가 다른 세계와 고립되는 대립과 전쟁이 아니라 침착하고 품위 있게 건설해야 한다고 말했다.

### 유엔 결의안
2014년 3월 15일, 유엔 안전 보장 이사회에서 우크라이나의 "주권, 독립, 통일, 영토 보전"에 대한 이사회의 약속을 재확인하는 미국 후원 결의안이 승인되지 않았다. 총 13개 이사국이 결의안에 찬성했고 중국은 기권했지만, 러시아는 결의안을 거부했다.
2014년 3월 27일, 유엔 총회는 러시아의 크림반도 합병으로 이어진 주민투표를 불법으로 규정한 결의안을 승인했다. "우크라이나의 영토 보전"이라는 제목의 결의안 초안은 캐나다, 코스타리카, 독일, 리투아니아, 폴란드, 우크라이나, 미국이 공동으로 후원했다. 이 결의안은 크림반도와 세바스토폴 시에서 3월 16일에 실시된 주민투표는 유효하지 않으며 크림 자치 공화국이나 세바스토폴 시의 지위 변경의 근거가 될 수 없음을 강조하고자 했다. 이 결의안은 찬성 100표, 반대 11표, 기권 58표를 얻었다. 이 결의안은 구속력이 없었고 투표는 상징적인 의미가 컸다.
2014년 이후, 유엔 총회는 여러 차례, 가장 최근에는 2019년 12월에 우크라이나의 영토 보전을 확인하고, 크림반도의 '일시적 점령'을 규탄하며, 합병을 인정하지 않는다는 입장을 재확인하는 결의안을 채택했다.

### 국제적 인정
아프가니스탄, 쿠바, 조선민주주의인민공화국, 키르기스스탄, 니카라과, 수단, 시리아, 짐바브웨는 2014년 크림반도 주민투표 결과를 인정했다.
유엔 비회원국 4곳이 국민투표 결과를 인정했다: 압하지야, 남오세티야, 아르차흐 및 트란스니스트리아. 트란스니스트리아 외무장관 니나 슈탄스키는 크림반도의 러시아 합병을 인정했다. 트란스니스트리아는 2014년 3월 18일 크림반도 사례에 따라 입법 법률 조항을 준수하여 러시아 연방 가입을 요청했다. 이탈리아 북부 롬바르디아주, 리구리아주, 베네토주의 지역 의회는 크림반도를 러시아 영토로 인정하는 구속력 없는 결의안을 채택했지만, 러시아가 우크라이나를 침공한 2022년에 이를 철회했다.

### 제재
제재는 공무원과 정치인들이 캐나다, 미국, 유럽 연합으로 여행하는 것을 막기 위해 부과되었다. 이는 소련 붕괴 이후 러시아에 적용된 가장 광범위한 제재였다.
일본은 미국과 유럽 연합보다 온건한 제재를 발표했다. 여기에는 군사, 우주, 투자 및 비자 요건 관련 회담 중단이 포함된다.
미국과 유럽 연합이 도입한 제재에 대한 대응으로, 러시아 두마는 두마의 모든 의원들이 제재 목록에 포함되기를 요청하는 결의안을 만장일치로 통과시켰다. 공정 러시아 당의 당수 세르게이 미로노프는 제재 목록에 포함된 것을 자랑스럽게 생각한다고 말했다: "나는 내가 블랙리스트에 오른 것을 자랑스럽게 생각한다. 이것은 그들이 크림반도에 대한 나의 입장을 주목했다는 뜻이다." 러시아 기업들은 자산 동결을 피하기 위해 서방 은행에서 수십억 달러를 인출하기 시작했다.
목록이 발표된 지 3일 후, 러시아 외무부는 하원 의장 존 베이너, 존 매케인 상원의원, 오바마 대통령 보좌관 2명을 포함한 미국 시민 10명으로 구성된 상호 제재 목록을 발표했다. 외무부는 성명에서 "우리는 제재가 양날의 칼이며 미국에 부메랑처럼 돌아올 것이라고 거듭 경고했다"고 밝혔다. 제재 대상자 중 일부는 제재 목록에 포함된 것을 자랑스럽게 생각한다고 답했는데, 존 베이너 존 매케인 밥 메넨데스 댄 코츠 메리 랜드리우, 그리고 해리 리드가 포함된다.
3월 24일, 러시아는 캐나다 의회 의원들을 포함한 캐나다 공무원 13명에게 보복 제재를 부과하여 러시아 입국을 금지했다. 존 베어드 외교부 장관은 이 제재가 "자랑스러운 훈장"이라고 말했다. 전 법무부 장관 어윈 코틀러도 이 제재를 배척의 표시가 아닌 자랑스러운 훈장으로 여긴다고 말했다.
"좋은 소식은 지금까지 러시아가 크림반도에서 군대 이동에 대한 미국의 보복으로 북부 유통망을 지렛대로 사용할 의도를 보이지 않았다는 것이다."
3월 중순 서방의 확대된 제재는 금융 시장을 통해 확산되었고, 일부 러시아 최고 부자들의 사업 이익에 타격을 주었다. 미국은 모스크바 지도부의 핵심을 겨냥했지만, 유럽 연합의 초기 목록은 푸틴의 측근을 겨냥하는 것을 피했다. 신용 평가 기관 피치와 스탠더드 앤드 푸어스가 러시아의 신용 전망을 하향 조정함에 따라, 러시아 은행들은 제재로 인한 경기 침체를 경고했으며, 2014년 첫 3개월 동안 러시아의 자본 유출은 700억 달러에 달할 것으로 예상되었으며, 이는 2013년 전체 자본 유출액보다 많다. 러시아의 두 번째로 큰 가스 생산 업체인 노바텍은 주가가 거의 10% 하락하여 시가 총액 25억 달러가 날아갔고, 푸틴의 친한 친구 겐나디 팀첸코는 회사 지분 23%를 보유하고 있어 5억 7,500만 달러를 잃었다. 한 러시아 은행가는 "뒤에서 진지한 외교 활동이 있기를 정말 바란다"고 말했다. 다른 사람들은 제재가 지속적인 영향을 미칠 것인지에 대해 더 낙관적이었지만, 러시아인들은 상위 계층과 하위 계층 모두에서 저항적인 태도를 보였다. 러시아의 공식 반응은 엇갈렸다.
당시 러시아 경제개발부 장관 알렉세이 울류카예프는 부문별 제재 도입이 러시아 경제의 심각한 침체로 이어질 것이라고 말했다. 러시아의 경제 성장은 심각하게 마이너스가 될 것이고, 투자량 증가는 더욱 마이너스가 될 것이며, 인플레이션은 상승하고, 정부 수입과 외환 보유고는 감소할 것이라고 말했다.
미국과 유럽 전체가 러시아의 지원을 받은 침공에 어떻게 대응할지에 대한 차이점 외에도, 동유럽 국가들 사이에서도 같은 차이점이 나타났다.
일부 러시아 시민들은 합병 이후 크림반도를 방문한 후 유럽 비자가 거부되었다고 보고했다. 러시아 소비자 보호 감시 단체인 OZPP는 러시아 관광객들에게 이러한 위험에 대해 경고하며, 국제법적 관점에서 크림반도는 점령된 영토라고 설명했다. 그 후 로스콤나조르는 OZPP 웹사이트를 "러시아 연방의 영토 보전을 위협한다"는 이유로 차단했다.
투표권이 박탈된 것에 대한 대응으로 러시아는 2017년 6월 유럽 평의회에 대한 예산 납부를 중단했으며, 러시아 외무장관 세르게이 라브로프는 러시아 대표단의 모든 권리가 완전히 복원될 때까지 납부를 재개하지 않을 것이라고 밝혔다. 평의회 사무총장 토르비에른 야글란은 증가하는 예산 제약의 영향을 피하기 위해 제재를 해제할 것을 제안했다. 그러나 우크라이나와 그 지지자들은 러시아의 양보를 요구하지 않고 러시아를 재입국시키는 것은 "러시아의 '협박'에 굴복하는 것"과 같다고 주장했다.

### 지도 제작
- 유엔 지도는 크림반도를 우크라이나 소속으로 표시한다.[477]
- 내셔널 지오그래픽 협회는 자신들의 정책이 "현재의 현실을 반영하는 것"이며 "크림반도가 러시아에 공식적으로 합병되면 회색으로 음영 처리될 것"이라고 밝혔지만, 이러한 조치가 합법성을 인정하는 것을 의미하지는 않는다고 덧붙였다.[478] 2014년 4월 현재, 크림반도는 여전히 우크라이나의 일부로 표시되었다.[479]
- 2014년 4월년 기준, 구글 지도는 대부분의 사용자에게 크림반도를 분쟁 지역으로 표시한다.[479] 웹사이트의 러시아어 및 우크라이나어 버전의 경우, 크림반도는 해당 국가(러시아 또는 우크라이나)에 속하는 것으로 표시된다.[479] 구글은 "국경 또는 주장 선에 대한 최상의 해석을 얻기 위해 출처와 협력한다"고 밝혔다.[480]
- 얀덱스는 2014년 3월 말부터 .ru 및 .com 도메인에서 크림반도를 러시아의 일부로 표시한다.[481] 공식 성명에 따르면, 회사는 다른 국가의 사용자와 협력하며 "그들을 둘러싼 현실을 표시한다"고 한다.[482]
- 2014년 3월년 기준, 빙 맵스[483], 오픈스트리트맵, HERE는 크림반도를 우크라이나 소속으로 표시했다.[479] 특히 오픈스트리트맵은 사용자들에게 2014년 5월 31일까지 크림 자치 공화국과 세바스토폴에 위치한 행정 구역의 경계 및 행정 관계를 편집하지 말 것을 요청했다.[479] 2014년 6월 5일, 오픈스트리트맵은 영토 분쟁 옵션으로 전환하여 크림반도를 양국에 속하는 분쟁 지역으로 표시했다.[484]
- 2015년, 펩시코 웹사이트에 러시아어 지도가 며칠 동안 크림반도를 러시아의 일부로 묘사하는 모습이 보였다.[485]
- 라루스에서 발행된 2016년 프랑스 지도책은 크림반도를 러시아 영토의 일부로 보여주었다. 우크라이나 주프랑스 대사 올레 샤무르는 충격을 표했다.[486] 곧이어 라루스는 인터넷 버전의 지도책에서 크림반도를 우크라이나의 일부로 반영하도록 지도를 변경했다.[487][488]
- 이탈리아어 잡지 리메스는 2015년 12월부터 크림반도를 러시아의 일부로 표시한다.[489] 이탈리아 주재 우크라이나 대사관의 항의에 따라 이 잡지의 편집장 루치오 카라치올로는 "지도는 현실을 반영한다. 크림반도와 세바스토폴이 우크라이나의 실질적인 주권 아래로 돌아오면, 우리는 그러한 현실을 반영하는 지도를 제작할 것"이라고 썼다.[490]
- 애플의 앱 스토어 러시아어 버전은 2019년 11월 27일부터 크림반도를 러시아의 일부로 표시하기 시작했다.[491]

## 분석
연구자들은 크림반도 합병이 쿠데타라고 간주한다. 러시아군이 크림 의회와 정부 건물을 점령하고 러시아 대리인들로 정부를 교체하도록 유도했기 때문이다. 특히 정치학자 올가 부를리크는 크림반도 사건을 "지역 규모의 쿠데타"라고 정의한다.

## 같이 보기
- 러시아의 우크라이나 침공
- 러시아의 우크라이나 점령지역 합병 (2022년)
- 러시아-우크라이나 전쟁 개요
- 러시아의 우크라이나 침공의 전조
- 러시아 제국의 크림반도 합병 (1783년)
- 러시아 점령지
  - 조지아 점령지
  - 몰도바 점령지
  - 우크라이나의 러시아 점령지
- 러시아 제국주의
- 러시아 민족통일주의

## 내용주
1. ↑  러시아 작전이 시작된 날짜에 대해 "일부 모순과 내재적 문제"가 있다.[1] 우크라이나 정부는 2014년 2월 27일부터 러시아가 크림반도를 통제했으며,[2] 그 당시 표식 없는 러시아 특수부대가 정치 기관을 장악했다고 주장하며 유럽인권법원도 이에 동의한다.[3] 러시아 정부는 나중에 2월 27일을 "특수작전부대 날"로 지정했다.[4] 2015년, 우크라이나 의회는 러시아 크림반도 반환 메달에 새겨진 날짜를 인용하여 2014년 2월 20일을 "크림반도와 세바스토폴의 러시아 임시 점령의 시작"으로 공식 지정했다.[5][6] 2018년, 러시아 외무장관 세르게이 라브로프는 메달에 새겨진 이전의 "시작 날짜"가 "기술적인 오해" 때문이었다고 주장했다.[7] 블라디미르 푸틴 대통령은 크림반도 합병에 관한 영화에서 2014년 2월 22~23일 밤샘 긴급 회의 후 크림반도를 러시아에 "복원"하는 작전을 명령했다고 밝혔다.[1][8][9]
2. ↑  또한 "일부 정치인, 지방 정부 관리, 시민 사회 단체 지도자 및 급진적 성향의 개인들이 내전 확산의 근거를 만들고, 국민들 사이에 자치적, 분리주의적 태도를 퍼뜨리려 시도했으며, 이는 통일 국가로서의 우리 존재와 국가 주권 상실로 이어질 수 있다"고 언급했다. 또한, 이 성명서는 모든 수준의 일부 국회의원들이 우크라이나 헌법을 위반하여 외국 대표들과 가능한 국가 분열에 대한 분리주의적 협상을 시작했다고 밝혔다. 성명서는 "이는 사회의 다양한 부문 간의 갈등을 고조시키고, 민족적 또는 종교적 증오와 군사적 갈등을 유발할 수 있다"고 덧붙였다.[100]
3. ↑  푸틴이 크림반도 합병을 기념하는 러시아 영화에서 언급한 날짜이지만, 러시아 국방부가 수여한 "크림반도 반환을 위하여" 메달에는 2월 20일이 시작일로 새겨져 있다
4. ↑  딜라니안 (2014)은 3월 3일, "CIA 국장 존 브레넌은 월요일 한 고위 의원에게 러시아와 우크라이나 간 1997년 조약이 크림반도 중요 지역에 최대 25,000명의 러시아군을 허용하고 있으므로, 러시아는 최근의 병력 이동을 침공으로 간주하지 않을 수 있다고 말했다"고 밝혔다.[178]
5. ↑  이날 러시아와 친러시아 성향의 악쇼노프 크림반도 정부가 서명한 조약은 크림반도가 서명일로부터 러시아에 편입된 것으로 간주된다고 명시했다. 이 문서는 2014년 4월 1일에 발효되었지만,[225] 그 때까지 잠정 적용되었다.[225]
6. ↑  공식 입장이 둘 이상의 범주에 속할 경우, "가장 강력한" 입장이 표시되었다(평화적 해결 요구에서 군사 개입 해석으로 순차적으로). 출처는 이미지 설명을 참조하라.

## 더 읽어보기
- Pynnöniemi, Katri; Rácz, András, 편집. (2016). 《Fog of Falsehood: Russian Strategy of Deception and the Conflict in Ukraine》. 《Fiia Report》. FIIA Report, 45 (헬싱키: 핀란드 국제 문제 연구소). ISBN 978-951-769-485-8. ISSN 2323-5454. 2017년 11월 9일에 원본 문서에서 보존된 문서. 2016년 6월 1일에 확인함.
- “Myths and misconceptions in the debate on Russia”. 《왕립 국제 문제 연구소》. 2021년 5월 13일. 2022년 6월 25일에 확인함.